# ハンガリー

ハンガリー
Magyarország

国の標語：なし
国歌：Himnusz（ハンガリー語）
賛称

ハンガリー（ハンガリー語: Magyarország）は、中央ヨーロッパ（中欧）の共和制国家。西にオーストリア、スロベニア、北にスロバキア、東にウクライナ、ルーマニア、南にセルビア、南西にクロアチアに囲まれた内陸国。首都はブダペストである。基本的には中欧とされるが、歴史的には東ヨーロッパ（東欧）に分類されたことがある。
国土の大部分はなだらかな丘陵で、ドナウ川などに潤される東部・南部の平野部には肥沃な農地が広がる。

## 国名
正式名称はハンガリー語で Magyarország [ˈmɒɟɒrorsaːɡ] ( 音声ファイル)。この発音を日本語の片仮名で表記するとに「マジャロルサーグ」であり、略称・通称はMagyar [ˈmɒɟɒr] ( 音声ファイル)（マジャル）となる。ハンガリー語で「ハンガリー」もしくはハンガリーの主要民族である「マジャル人」を指す名詞「Magyar」は、日本の教科書などにおいて「マジャール」と誤った片仮名表記をされているものが見られるが、どの母音も伸ばさずに「マジャル」と表記・発音するのが正しい片仮名表記となる。ハンガリー語では長母音の場合は母音字にエーケゼットをつける規則があるため、そうでない場合は長母音ではない（「Magyar」であって「Magyár」でないため、長母音として発音しないのが正しい）。
英語ではHungary。日本語の表記はハンガリーで、20世紀中盤まではハンガリアと表記する例も散見された。漢字表記では洪牙利で、洪と略される。中国語では、ハンガリーのフン族語源説が伝えられて以降、フン族と同族といわれる匈奴から、匈牙利と表記するようになった。
「ハンガリー」の語源として一般に認められているのは、俗説にある「フン族」ではなく、7世紀のテュルク系のオノグル (Onogur) という語であり、10本の矢（10部族）を意味する。これは初期のハンガリー人がマジャル人7部族とハザール3部族の連合であったことに由来する。「ウンガーン」（独: Ungarn）、「ウンガリア」（希: Ουγγαρία）に見られるように、もともとは語頭のhがなかった。
2012年1月1日より新たな憲法「ハンガリー基本法」が施行され、国名が変更された。
第一次世界大戦に敗れたオーストリア＝ハンガリー帝国が解体され、ハンガリー人民共和国 (1918年-1919年)、ハンガリー・ソビエト共和国が短期で消滅した後の変遷は以下の通りとなる。
- 1920年 - 1946年：ハンガリー王国（Magyar Királyság [ˈmɒɟɒr ˈkirɑ̈ːjʃɑ̈ːɡ]（マジャル・キラーイシャーグ））
- 1946年 - 1949年：ハンガリー共和国（Magyar Köztársaság [ˈmɒɟɒr ˈkøstɑ̈ːrʃɒʃɑ̈ːɡ](マジャル・ケスタールシャシャーグ)
- 1949年 - 1989年：ハンガリー人民共和国（Magyar Népköztársaság [ˈmɒɟɒr ˌne̝ːpkøstɑ̈ːrʃɒʃɑ̈ːɡ]（マジャル・ネープケスタールシャシャーグ））
- 1989年 - 2011年：ハンガリー共和国（Magyar Köztársaság [ˈmɒɟɒr ˈkøstɑ̈ːrʃɒʃɑ̈ːɡ]（マジャル・ケスタールシャシャーグ））
- 2012年 - 現在：ハンガリー（ハンガリー国）（Magyarország [ˈmɒɟɒrorsɑ̈ːɡ]（マジャロルサーグ））

## 歴史
ハンガリーの国土はハンガリー平原といわれる広大な平原を中心としており、古来、様々な民族が侵入し、定着してきた。
古代にはパンノニアと呼ばれ、パンノニア族やダキア人などが住んでいた。紀元前1世紀にはローマに占領され、属州イリュリクムに編入。1世紀中ごろ、属州パンノニアに分離された。4世紀後半にはフン族が侵入、西暦433年に西ローマ帝国によりパンノニアの支配を認められ、フン族によってハンガリーを主要領土（一部現在のブルガリアとルーマニアを含む）とする独立国家が初めて誕生した。
その後、フン族はアッティラの時代に現在のハンガリーだけではなくローマ帝国の一部も支配下に収めたが、アッティラが40歳で死亡したあと、後継者の不在によりフン族は分裂。結果的に6世紀にはアヴァールの侵入を許す。その後、8世紀にはアヴァールを倒したフランク王国の支配下に移るが、フランク王国はほどなく後退し、9世紀にはウラル山脈を起源とするマジャル人が移住してきた。

### ハンガリー王国時代（1000年 - 1918年）

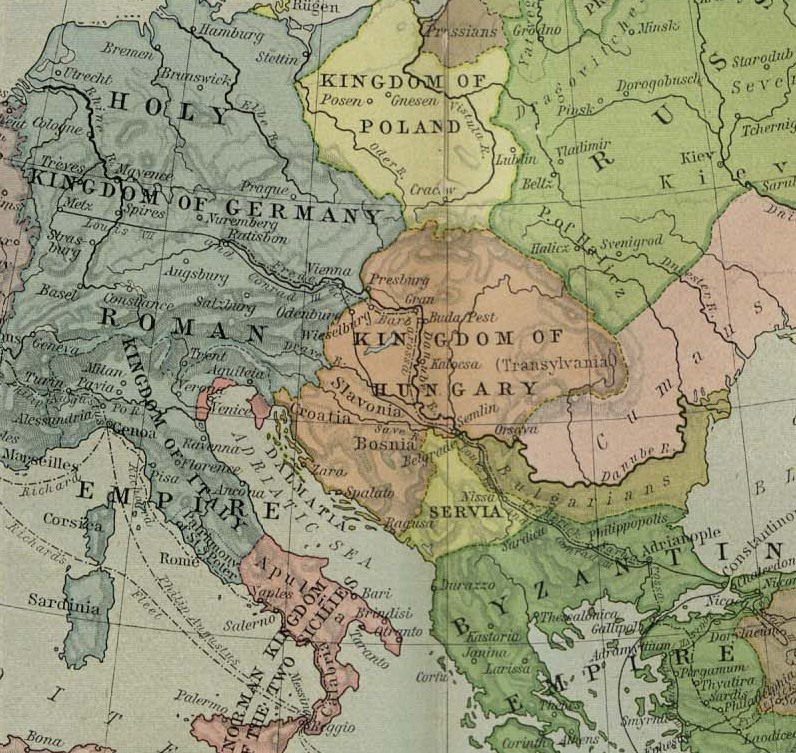
12世紀のハンガリー王国

10世紀末に即位したハンガリー人の君主イシュトヴァーン1世は、西暦1000年にキリスト教に改宗し、西ヨーロッパのカトリック諸王国の一員であるハンガリー王国（アールパード朝）を建国した。ハンガリー王国はやがてトランシルヴァニア、ヴォイヴォディナ、クロアチア、ダルマチアなどを広く支配する大国に発展する。13世紀にはモンゴル帝国軍の襲来（モヒの戦い）を受け大きな被害を受けた。14世紀から15世紀ごろには周辺の諸王国と同君連合を結んで中欧の強国となった。
1396年、オスマン帝国とのニコポリスの戦いで敗北。フス戦争（1419年 - 1439年）。15世紀後半からオスマン帝国の強い圧力を受けるようになった。1526年には、モハーチの戦いに敗れ、国王ラヨシュ2世が戦死した。1541年にブダが陥落し、その結果、東南部と中部の3分の2をオスマン帝国（オスマン帝国領ハンガリー）、北西部の3分の1をハプスブルク家のオーストリアによって分割支配され（王領ハンガリー）、両帝国のぶつかりあう最前線となった。
三十年戦争（1618年 - 1648年）には、プロテスタント側にトランシルヴァニア公国が、カトリック側に王領ハンガリーが分裂して参加した。
1683年の第二次ウィーン包囲に敗北したオスマン帝国が軍事的に後退すると、1699年のカルロヴィッツ条約で、ハンガリーおよびハンガリー王国領のクロアチアやトランシルヴァニアはオーストリアに割譲された。ハンガリーにとっては支配者がハプスブルク家に変わっただけであり、たびたび独立を求める運動が繰り返された。

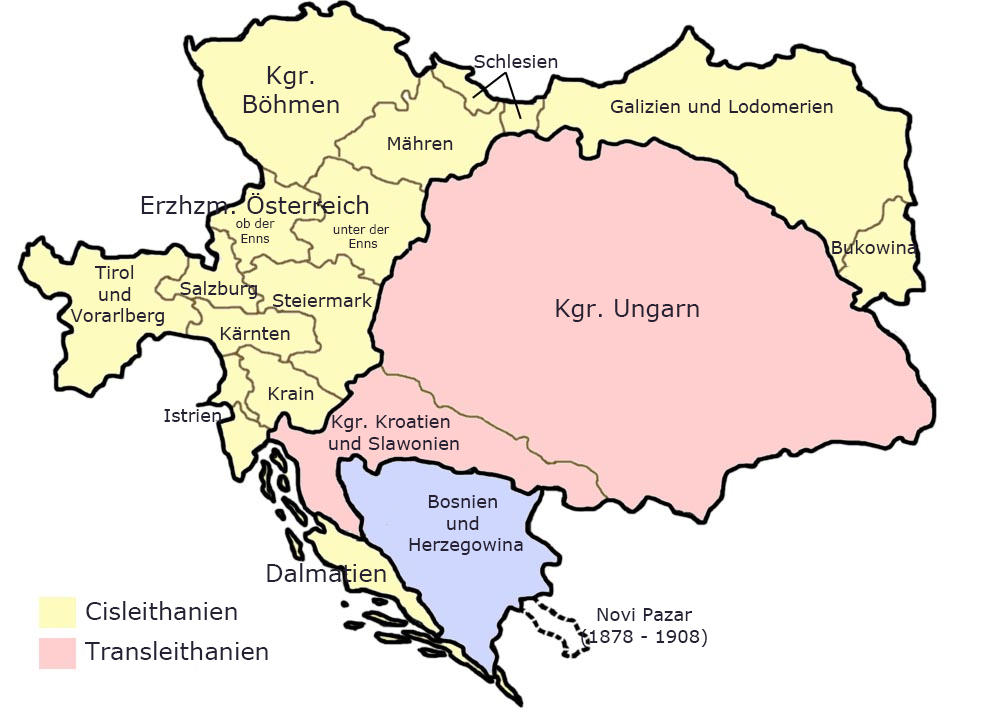
オーストリア＝ハンガリー帝国におけるハンガリー（赤、1914年）

1848年の3月革命では、コッシュート・ラヨシュが指導した独立運動こそロシア帝国軍の介入により失敗したが、オーストリアに民族独立運動を抑えるための妥協を決断させ、1867年にキエッジェズィーシュ（和協）が結ばれた。これにより、ハプスブルク家はオーストリア帝国とハンガリー王国で二重君主として君臨するが、両国は外交などを除いて別々の政府を持って連合するオーストリア＝ハンガリー帝国となった。
オーストリア＝ハンガリー帝国の体制下で資本主義経済が発展し、ナショナリズムが高揚したが、第一次世界大戦で敗戦国となり、オーストリアと分離された。

### ハンガリー人民共和国時代（1918年 - 1919年）
1918年10月31日、アスター革命（ハンガリー語: Őszirózsás forradalom）でハンガリー初の共和制国家であるハンガリー人民共和国が成立し、社会民主党系のカーロイ・ミハーイが初代大統領および首相を務める。

### ハンガリー・ソビエト共和国時代（1919年 - 1919年）
1919年3月、ハンガリー共産党のクン・ベーラによるハンガリー革命が勃発し、クン・ベーラを首班とするハンガリー・ソビエト共和国（3月21日 - 8月6日）が一時成立したが、ルーマニアの介入で打倒された（ハンガリー・ルーマニア戦争）。

### ハンガリー王国時代（1920年 - 1945年）

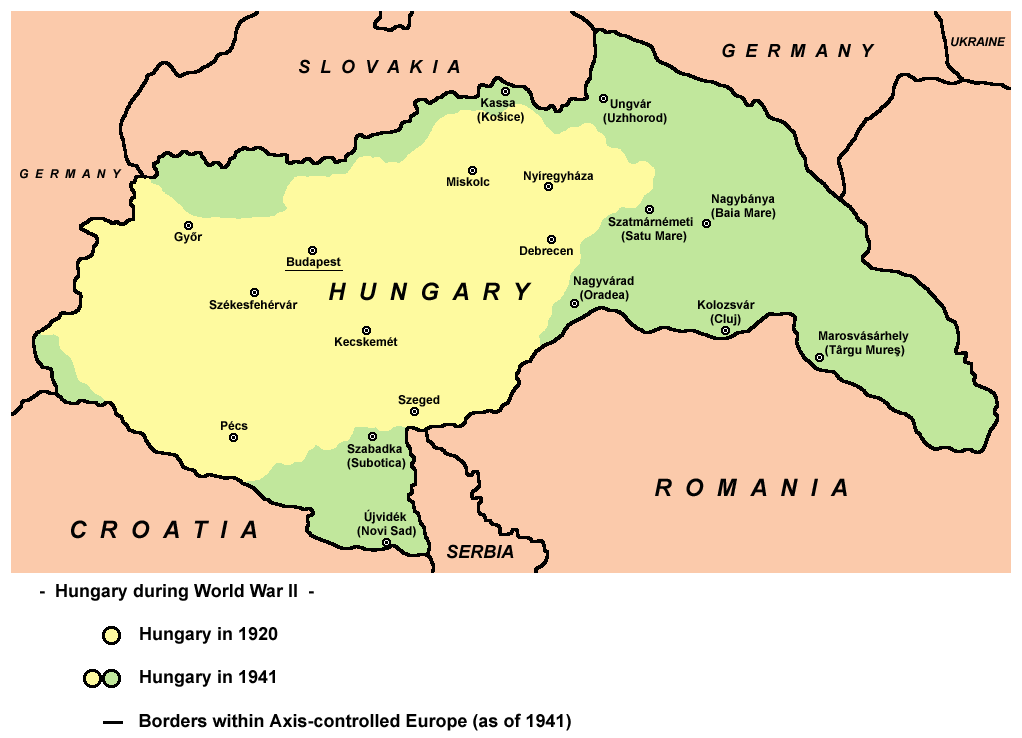
ハンガリー王国 (1920年-1946年)。黄が1920年、緑が1941年の領域

1920年3月1日、ハプスブルク家に代わる王が選出されないまま、ホルティ・ミクローシュが摂政として統治するハンガリー王国の成立が宣言された。1920年6月4日に結ばれたハンガリーと連合国とのトリアノン条約により、二重帝国時代の王国領のうち、トランシルヴァニアやハンガリー北部（スロバキア）など、面積で72%、人口で64%を失い、ハンガリー人の全人口の半数ほどがハンガリーの国外に取り残された。領土を失った反動、周囲の旧連合国からの孤立などの要因から次第に右傾化した。
1930年代後半からはナチス・ドイツと協調するようになり、1938年のミュンヘン協定、ハンガリーのカルパト・ウクライナへの侵攻、1939年のスロバキア・ハンガリー戦争、 2度のウィーン裁定などで一部領土を回復した。第二次世界大戦では領域拡大とナチス・ドイツからの圧迫を受けて枢軸国に加わり独ソ戦などで戦ったが、戦局は次第に劣勢となり、1944年にはホルティは枢軸国からの離脱を目指すが、ナチス・ドイツ軍と矢十字党によるクーデター（パンツァーファウスト作戦）で阻止されて失脚した。かわって矢十字党の国民統一政府が成立、1945年5月8日の敗戦まで枢軸国として戦うことになった。一方でソビエト連邦軍の占領区域では、軍の一部や諸政党が参加したハンガリー臨時国民政府が樹立され、戦後ハンガリー政府の前身となった。1945年4月4日には、ハンガリー全土からドイツ軍が駆逐され、ナチス・ドイツの崩壊とともに残存していたハンガリー軍部隊も降伏した。

### 戦後から共産主義政権時代（1946年 - 1989年）

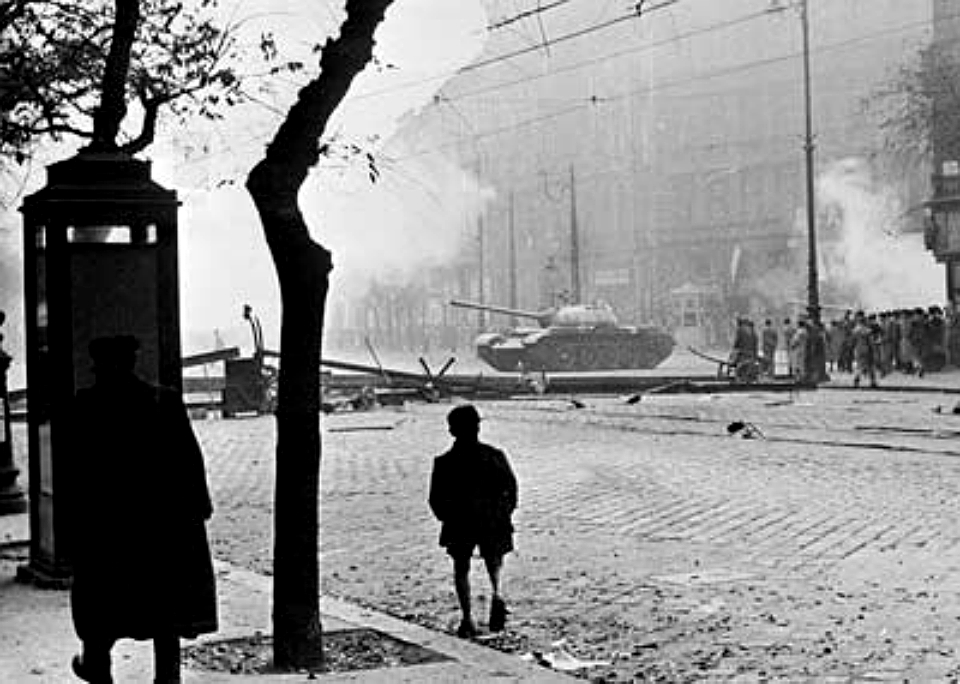
首都ブダペストを制圧するソ連軍（ハンガリー動乱）

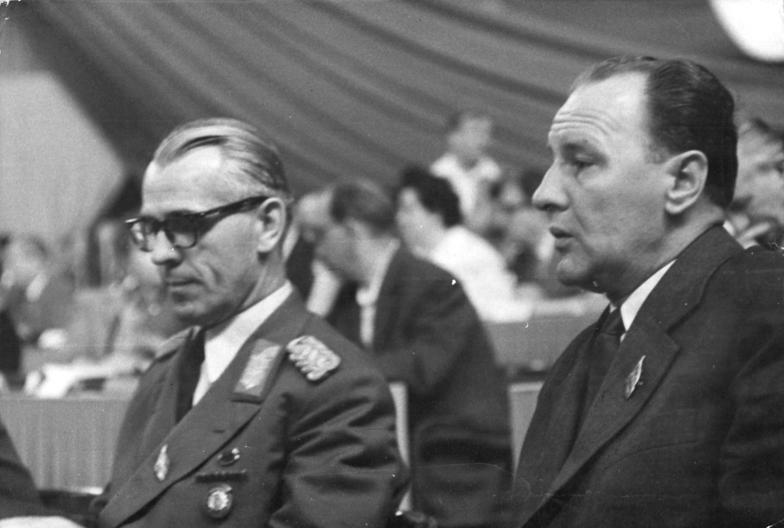
ヴィリー・シュトフとカーダール・ヤーノシュ（1958年、東ベルリン）

1946年2月1日には王制が廃止され、ハンガリー共和国（第二共和国）が成立した。しかし、ソ連の占領下に置かれたハンガリーでは1垓ペンゲー紙幣まで発行される史上最悪のハイパーインフレーションが起きるなど政府に統制力はなく、共産主義の影響力が次第に高まりつつあった。
1947年2月にはパリ条約によって連合国と講和し、占領体制は一応終結したがソ連軍はそのままハンガリーに駐留し続けることになった。ハンガリー共産党は対立政党の影響力を徐々に削減する戦術で権力を掌握。1949年8月15日にハンガリー人民共和国が成立した。ハンガリー共産党が合同したハンガリー勤労者党による一党独裁国家としてソ連の衛星国となり、冷戦体制の中では東側の共産圏に属した。
共和国成立直後より国民への統制は厳しいものとなり、1949年時点から他の衛星国に先駆けて西側諸国（オーストリア）国境に鉄条網の障壁が築かれた。こうした共産主義体制に対する反発も根強く1956年にはハンガリー動乱が起こったが、ソ連軍に鎮圧された。勤労者党はハンガリー社会主義労働者党に再編され、ソ連の強い影響を受けながらもカーダール・ヤーノシュによるグヤーシュ・コミュニズムと呼ばれる比較的穏健な政策がとられた。
1980年代後半になると、ソ連のペレストロイカとともに東欧における共産党一党独裁の限界が明らかとなった。社会主義労働者党内でも改革派が台頭し、ハンガリー民主化運動が開始され、1989年2月には憲法から党の指導性を定めた条項が削除された。5月には西側のオーストリアとの国境に設けられていた鉄条網（鉄のカーテン）を撤去し、国境を開放した。これにより西ドイツへの亡命を求める東ドイツ市民がハンガリーに殺到、汎ヨーロッパ・ピクニックを引き起こし、冷戦を終結させる大きな引き金となった。また6月には複数政党制を導入し、社会主義労働者党もハンガリー社会党に改組された。

### 第三共和国（1989年 - 現在）
1989年10月23日、ハンガリー共和国憲法施行により、多党制に基づくハンガリー第三共和国が成立した。1990年代、ハンガリーはヨーロッパ社会への復帰を目指して改革開放を進め、1999年に北大西洋条約機構（NATO）に、2004年に欧州連合（EU）に加盟した。
ハンガリー第三共和国の国旗と国章では、ファシズム体制を敷いた矢十字党の「矢印十字」の紋章と、共産党時代の「赤い星」の紋章が消去されている。また、ナチスドイツ、矢十字党、ソビエト連邦、共産党一党独裁による圧制の反動から、「鉤十字」「矢十字」「鎌と槌」「赤い星」の配布・公刊・公の場での使用が、1993年の改正刑法にて禁止された。
1999年3月にNATOに加盟、2004年5月にEUに加盟。さらに2007年にシェンゲン協定を導入。2011年に新憲法「ハンガリー基本法」への改正が行われた。
しかし、2010年に首相に再登板したオルバーン・ヴィクトルは、次第に親露（ロシア）路線に転換し始めた。2022年のロシアによるウクライナ侵攻の際には、国益に反するとしてウクライナへの軍事支援を拒否。他のNATO諸国と一線を画した。対露制裁とも距離を置いたが、これはロシアへのエネルギー依存度が高いという事情もある。

## 政治

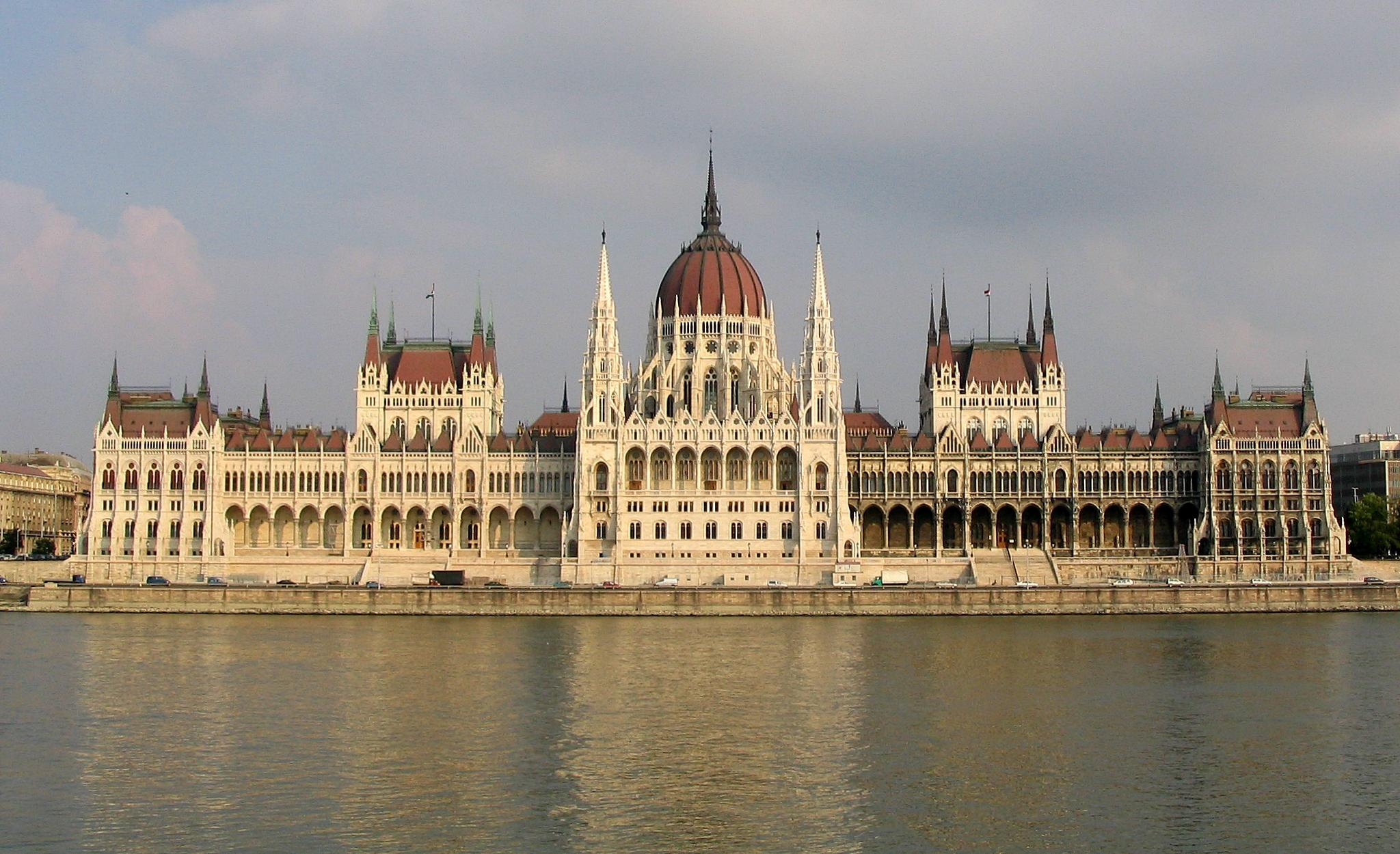
ブダペストの国会議事堂

ハンガリーの大統領は任期5年で国会 (Országgyűlés)によって選ばれるが、首相を任命するなど、儀礼的な職務を遂行するのみの象徴的な元首である。大統領官邸はブダ王宮に隣接するシャーンドル宮殿。実権は議院内閣制をとる首相にあり、自ら閣僚を選んで行政を行う。
立法府の国会は一院制、民選で、任期は4年、定員は199人である。国民議会は国家の最高権威機関であり、すべての法は国民議会の承認を経なければ成立しない。
オルバーンは2010年に首相へ返り咲いて以降、フィデス＝ハンガリー市民同盟を与党として強権的な統治を行なっている。V-Dem研究所は、ハンガリーを欧州連合加盟国で唯一「選挙独裁主義」と認定しており、フリーダム・ハウスは「一部自由」とランク付けている。
純粋に司法権を行使する最高裁判所とは別に憲法裁判所が存在し、法律の合憲性を審査している。

### 主要政党
与党
- フィデス＝ハンガリー市民同盟（FIDESZ-MPSZ）：中道右派・保守主義・キリスト教民主主義。
- キリスト教民主人民党（英語版）（KDNP）

閣外協力
- ハンガリー・ドイツ少数民族自治体（英語版）：ドイツ系少数民族政党。

野党
- 尊重と自由（ティサ）[11]
- 民主連合
- モメンタム運動（英語版）
- ハンガリー社会党（MSZP）：中道左派・社会民主主義。ハンガリー社会主義労働者党の後身。
- ヨッビク（よりよいハンガリーのための運動）：急進派民族主義、欧州懐疑主義、キリスト教民主主義。MIÉP – Jobbik a Harmadik Útの後身[13]。
- 我らが祖国（英語版）
- ハンガリーのための対話（英語版）
- LMP・ハンガリー緑の党：環境政党

### その他の政党
- インターネット民主党（IDE）：直接民主主義。
- 自由民主同盟（SZDSZ）：リベラリズム・社会自由主義。2010年総選挙で全議席を失い、事実上消滅。
- ハンガリー民主フォーラム（MDF）：中道右派・保守・キリスト教民主主義。2010年総選挙後に事実上消滅。

## 国際関係

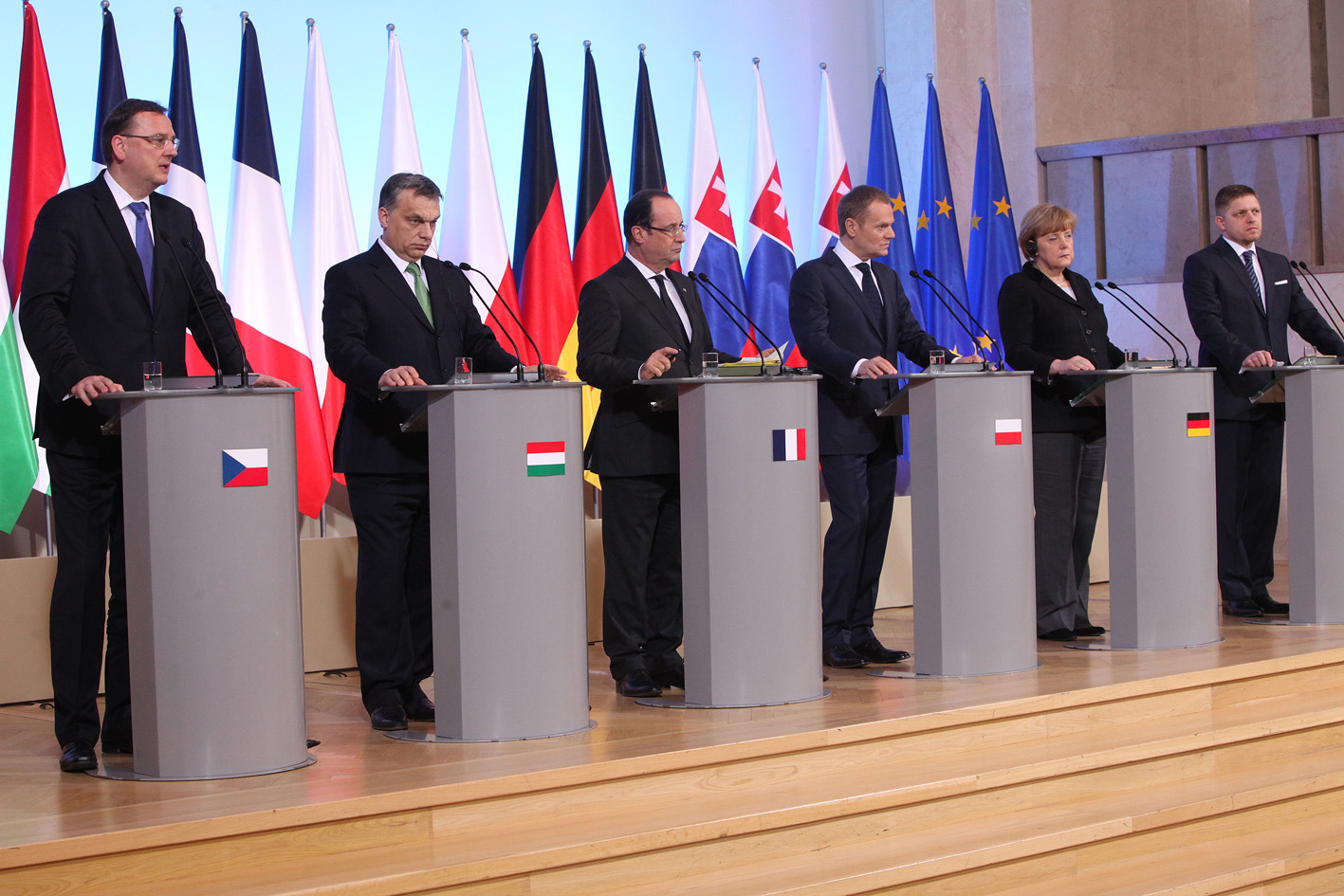
2013年のヴィシェグラード・グループ、ドイツ、フランスの首脳会議

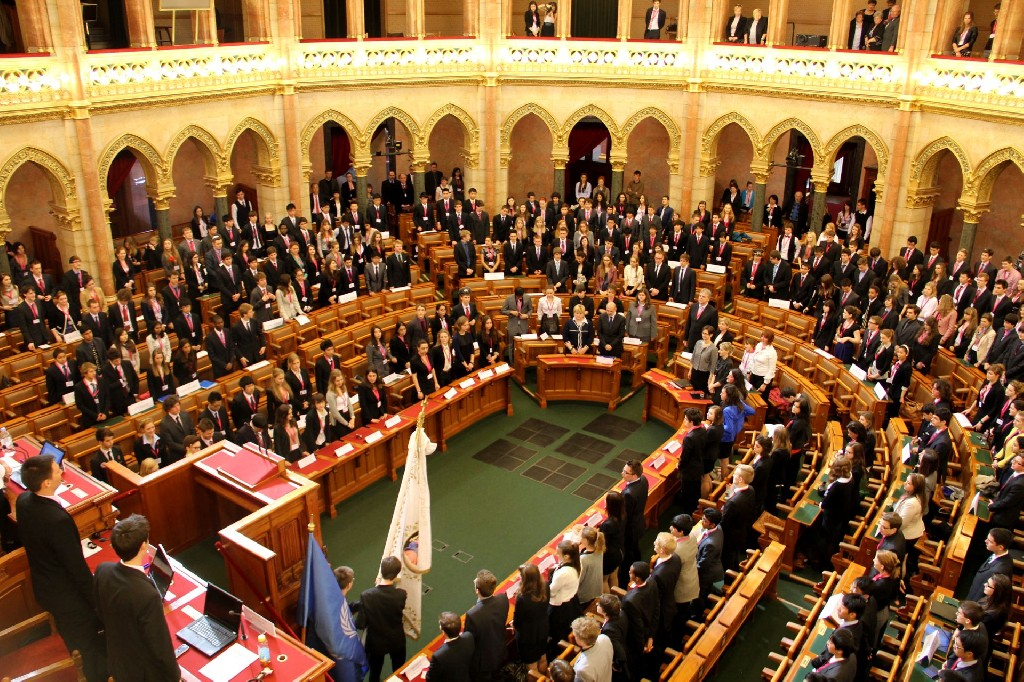
ハンガリー国会議事堂内の旧大貴族院の本会議場で行われた国連会議

ハンガリーは国連加盟国191ヶ国、非加盟国3ヶ国（コソボ、クック諸島、パレスチナ）、2つの主権実体（聖座、マルタ騎士団）と外交関係を樹立している。
ブダペストには100以上の大使館や代表機関が所在し、欧州技術革新機構や欧州警察大学校、国連難民高等弁務官事務所、国連食糧農業機関、国際労働機関、国際移住機関、国際赤十字、ドナウ委員会など、様々な国際機関の本部や地域本部がある。
ハンガリーは1955年以来国連加盟国であり、欧州連合（EU）や北大西洋条約機構（NATO）、経済協力開発機構（OECD）、世界銀行、AIIB、国際通貨基金（IMF）の加盟国、テュルク諸国機構のオブザーバーでもある。またヴィシェグラード・グループの設立国の一つでもある。2011年と2024年には欧州連合理事会の議長国を務めた。2015年には、ハンガリーはOECD非DAC加盟国の中で世界で5番目に大きな開発援助供与国となり、これはハンガリーの国民総所得の0.13%に相当する。
1989年のハンガリー民主化以来、ハンガリーの最大の外交政策目標は、西側諸国の経済・安全保障組織への統合を達成することであった。ハンガリーは1994年に平和のためのパートナーシップに参加し、ボスニアにおける平和維持活動を支援した。またハンガリーは周辺国との関係改善にも注力し、ルーマニア、スロバキア、ウクライナと基本条約を締結した。条約によりこれらの国々への領土主張は放棄され、周辺国との友好関係の基礎が築かれた。しかしこれらの国家に加えセルビアとは、ハンガリー系少数民族の権利問題をめぐって国家間の緊張がしばしば高まっている。ただ、ハンガリーがセルビアのEU加盟に強く賛成したため、両国関係は近年非常に緊密になりつつある。またスロバキアとも、EUに関する共通の優先事項で協力したため、関係は改善してきている。両国間の経済関係も強化されている。一方で、ウクライナとは2017年以降、教育法改正でウクライナ語が初等教育の必修言語となったことにより、両国の関係は急速に悪化した。
ハンガリーは1989年以降、欧州安全保障協力機構（OSCE）のすべての文書に署名しており、1995年にはOSCEの議長国を務めた。
歴史的に、ハンガリーは特にポーランドと友好関係を築いてきた。この特別な関係は、2007年に両国の議会で認められ、全会一致で2月23日を『ポーランド・ハンガリー友好の日』に制定した。
2024年の世界平和度指数で、ハンガリーは14位を獲得した。

## 軍事

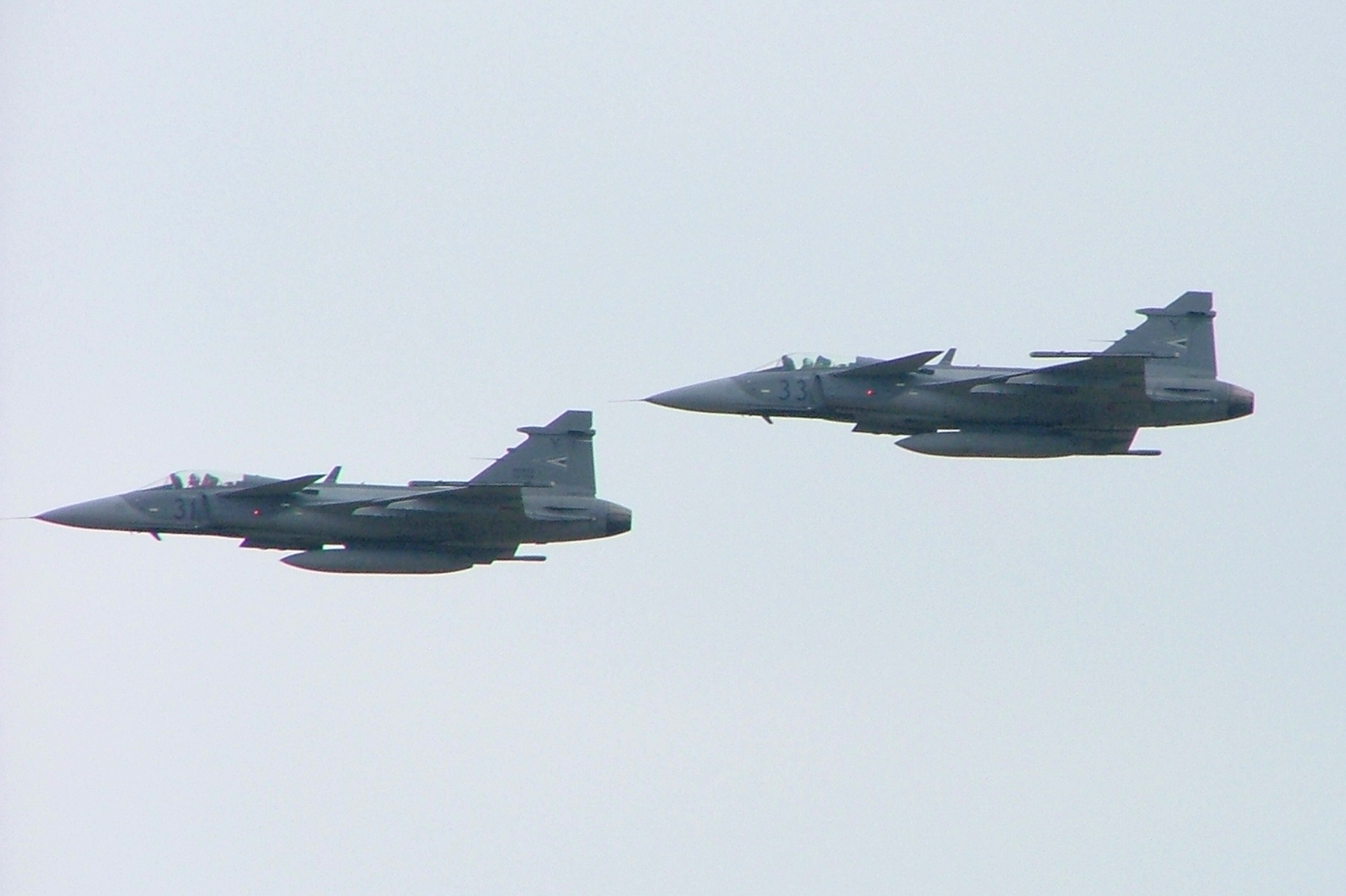
ハンガリー空軍のサーブ 39 グリペン

内陸国であるため海軍は持たず、現在の国軍は、陸軍および空軍の2軍からなる。ただし、ハンガリー領内を流れるドナウ川の防衛目的でユーゴスラビア製の掃海艇を3隻保有しており、陸軍の河川警備隊がドナウ川において運用している。1999年に北大西洋条約機構（NATO）に加盟し、西欧諸国と集団安全保障体制をとっている。
軍の歴史は長く、第一次世界大戦時にはオーストリア＝ハンガリー二重帝国として中央同盟軍の一角を占めていた。戦後の独立後、ハンガリーは1920年のトリアノン条約により兵力を制限されていた。その反動もあって第二次世界大戦時には枢軸国として参戦し、独ソ戦にも兵力を出している。1945年にはソ連軍に占領され、冷戦時には共産圏国家としてワルシャワ条約機構に加盟していた。

## 地理

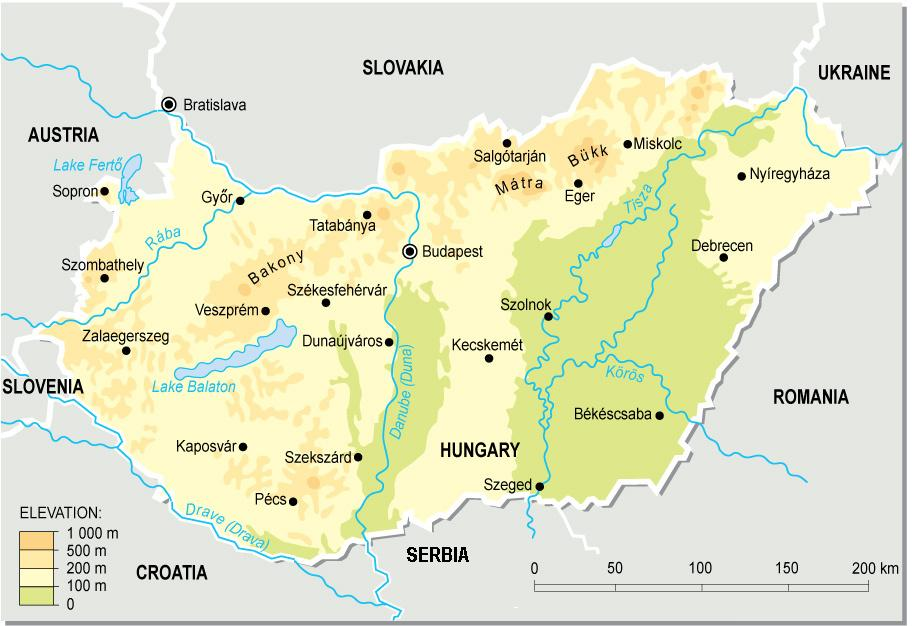
ハンガリーの地形

ハンガリーの国土はカルパティア山脈のふもとに広がるカルパート盆地のうちの平野部をなす。ハンガリー平原またはハンガリー盆地と呼ばれる国土の中心は、中央を流れるドナウ川によってほぼ二分され、東には大きな支流のティサ川も流れている。国土の西部にはヨーロッパ有数の大湖バラトン湖がある。また各地に温泉が湧き出ており、公衆浴場が古くから建設・利用されてきた。首都ブダペストにもセーチェーニ温泉、ルカーチ温泉、ゲッレールト温泉などの有名な温泉がある。最も温度の高い熱水泉ヘーヴィーズ湖を有するヨーロッパ有数の「温泉大国」として知られ、多くの観光客が温泉目当てに押し寄せる。 トランシルヴァニア地方など、ルーマニアとの国境係争地帯を持っている。
大陸性気候に属する気候は比較的穏やかで、四季もある。緯度が比較的高く、冬は冷え込むが、地中海から海洋性気候の影響を受け、冬も湿潤で曇りがちである。年間平均気温は10°C前後。

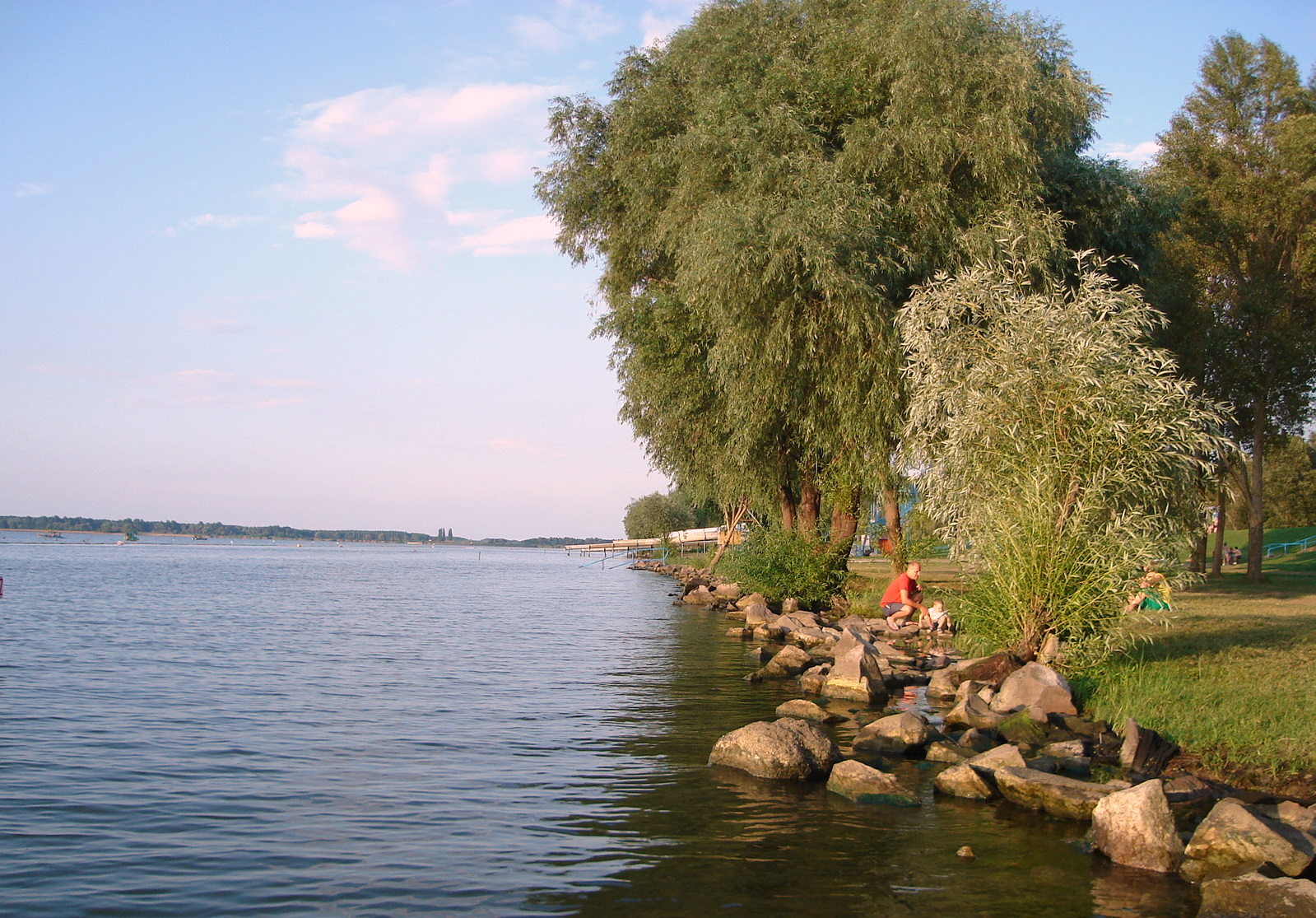
ティサ川
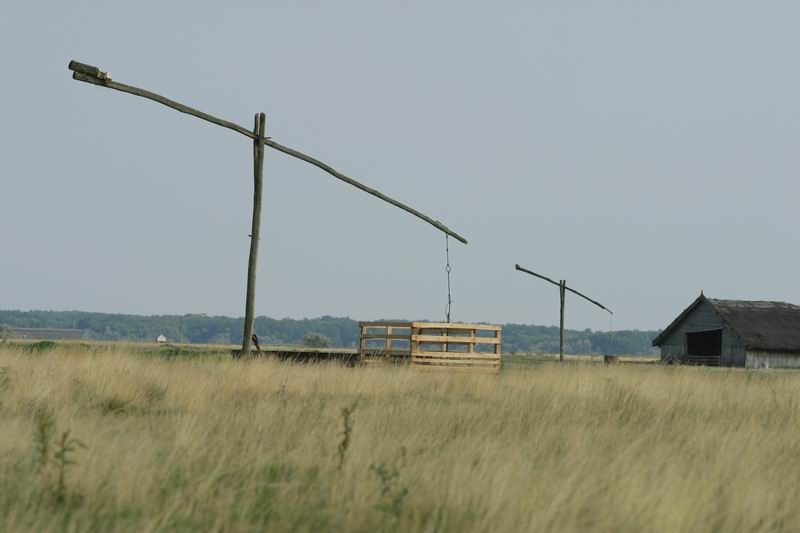
ヨーロッパ最大の草原のひとつ（ホルトバージ国立公園）
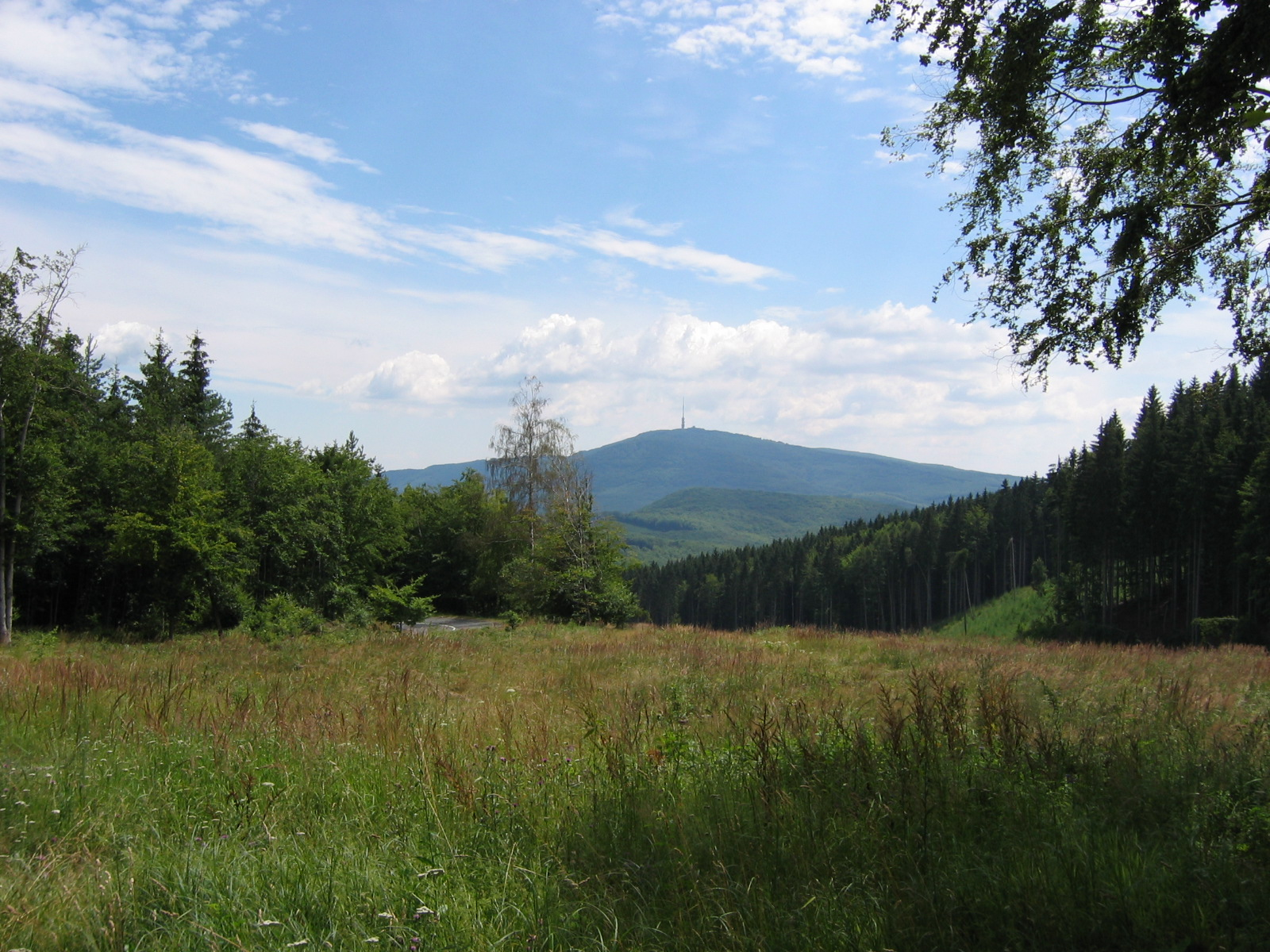
ハンガリー最高峰のケーケシュ山
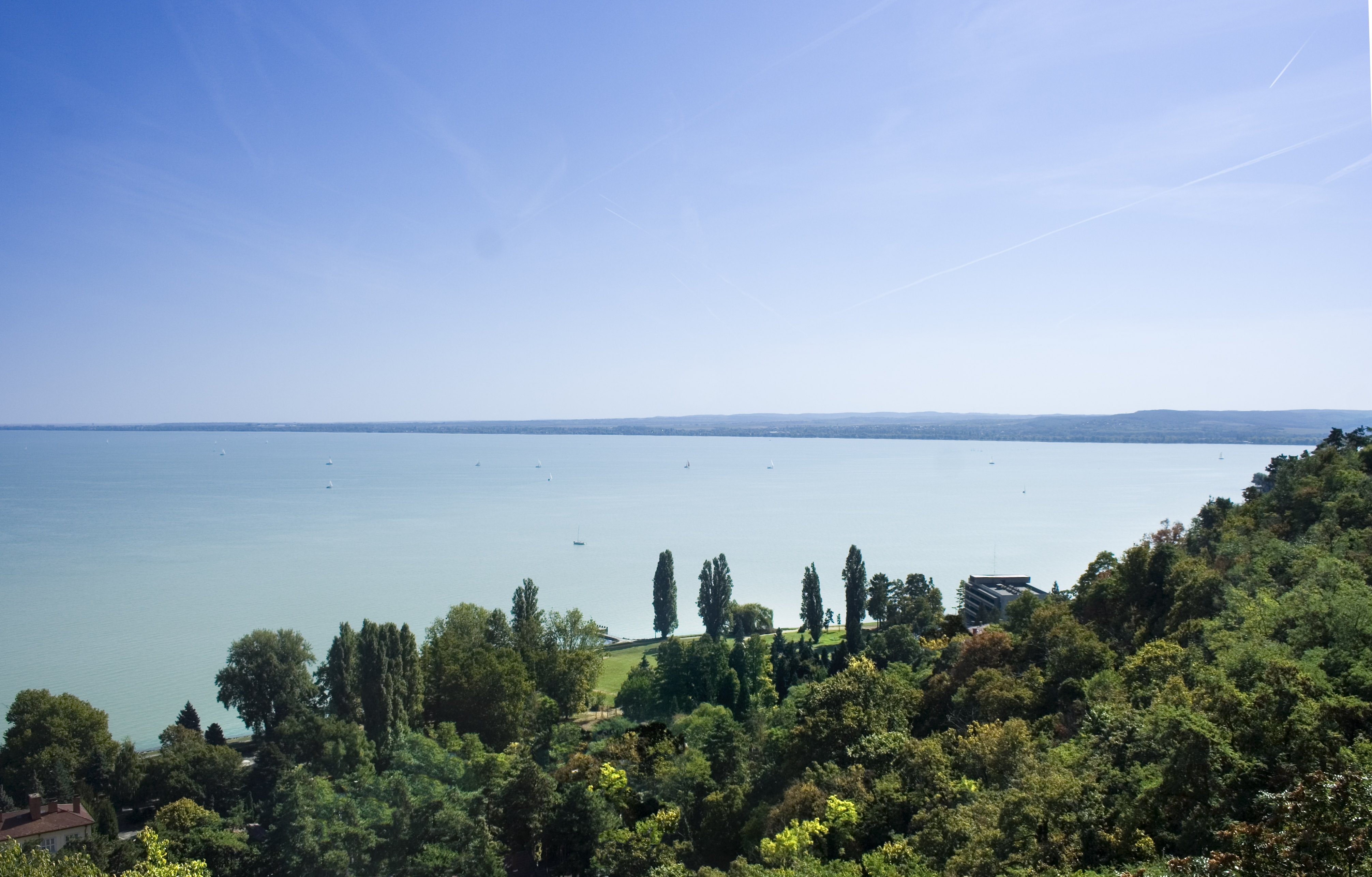
中欧最大のバラトン湖
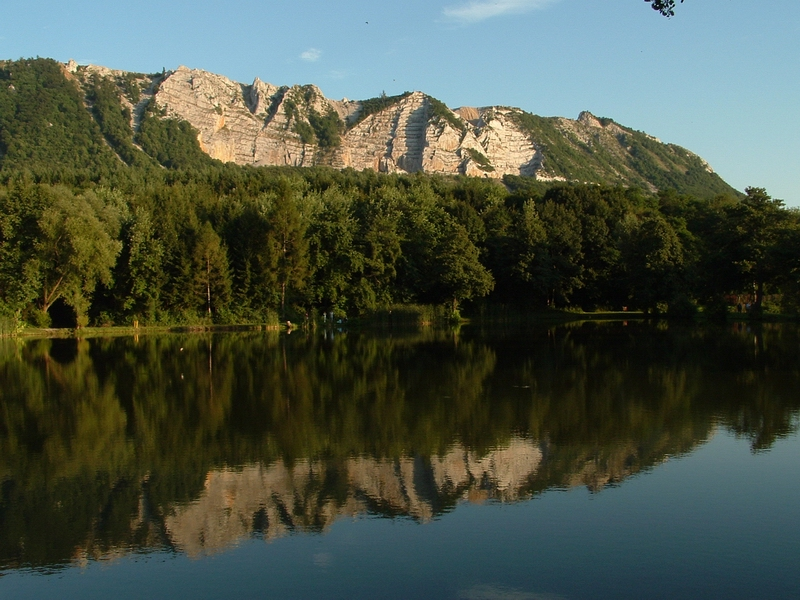
カルパティア山脈西部に連なるカルスト台地

## 地方行政区分
ハンガリーは40の地方行政区分に区分される。うち19は郡とも県とも訳されるメジェ (megye) で、20はメジェと同格の都市郡という行政単位（megyei város）である。なお首都のブダペスト都はいずれにも属さない、独立した自治体である。
- 西部

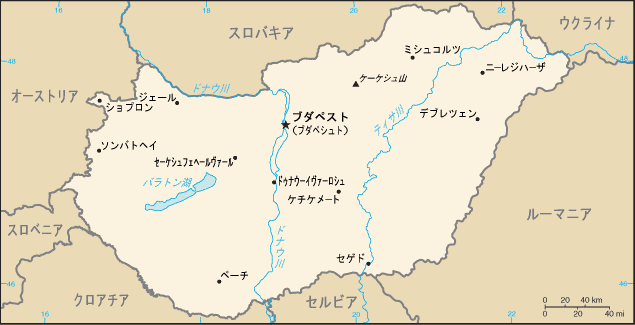
ハンガリーの地理

  -  ヴァシュ県（ソンバトヘイ）
  -  ザラ県（ザラエゲルセグ）
  -  ショモジ県（カポシュヴァール）
  -  ヴェスプレーム県（ヴェスプレーム）
  -  ジェール・モション・ショプロン県（ジェール）

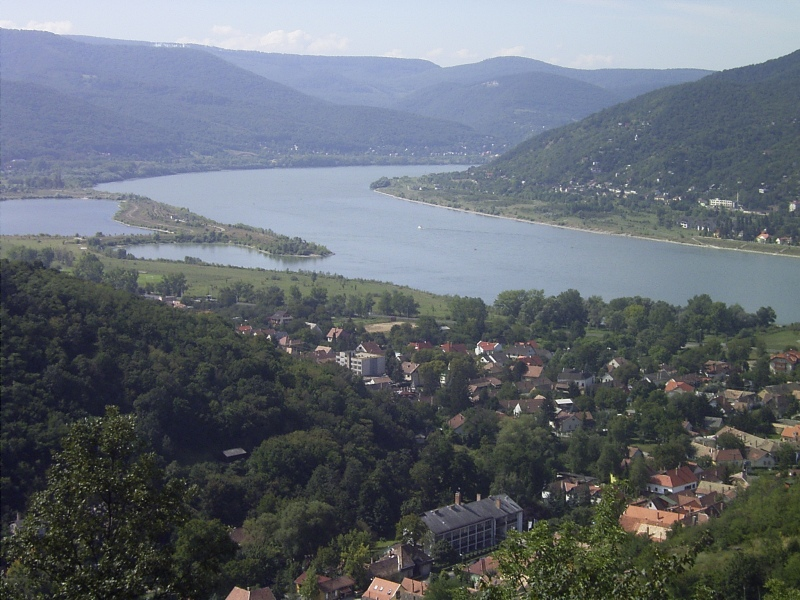
ヴィシェグラードから眺めるドナウ大曲（ペシュト県）

- 中部

- -  コマーロム・エステルゴム県（タタバーニャ）
  -  フェイェール県（セーケシュフェヘールヴァール）
  -  ペシュト県（ブダペシュト）
  -  ノーグラード県（シャルゴータールヤーン）
- 南部
  -  トルナ県（セクサールド）
  -  バラニャ県（ペーチ）
  -  バーチ・キシュクン県（ケチケメート）
  -  チョングラード県（セゲド）

- 東部

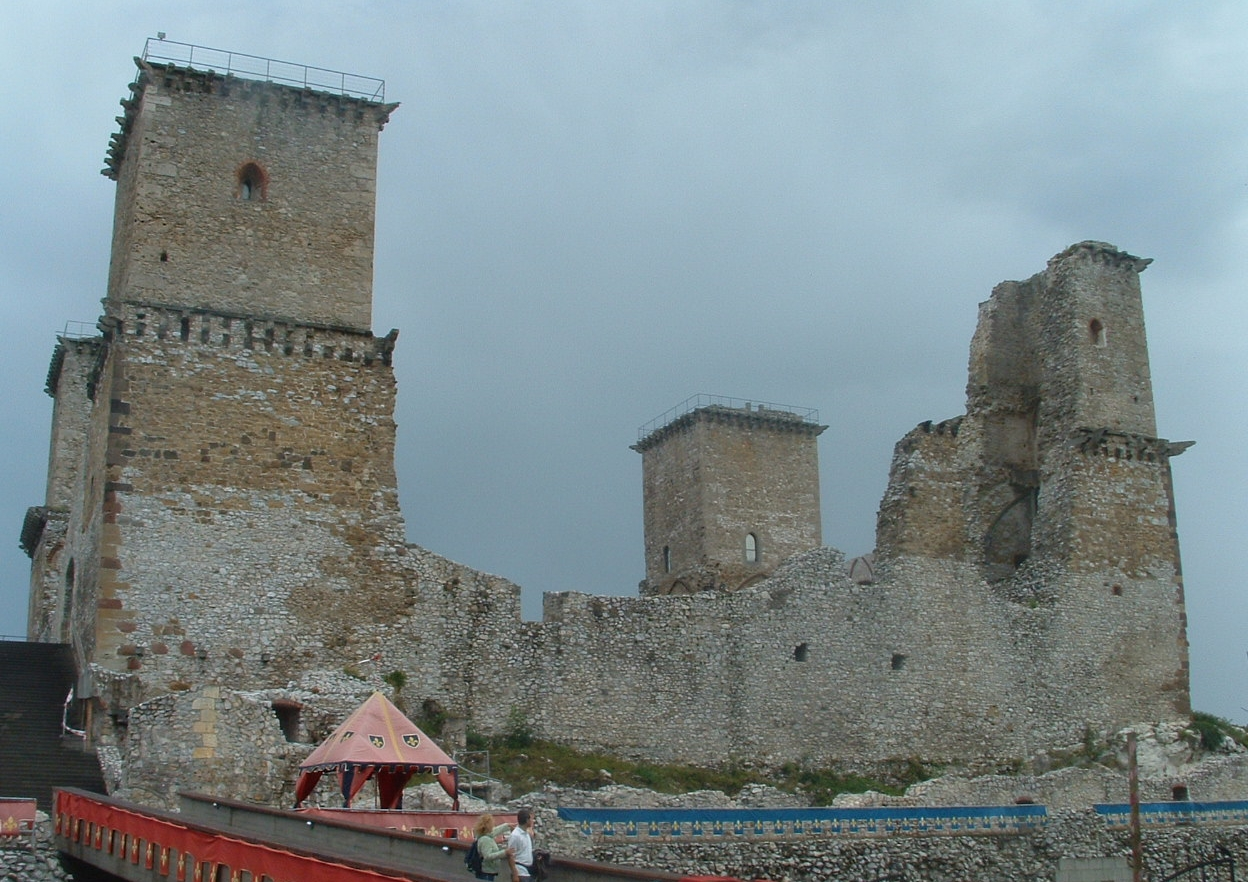
ディオーシュジュール城（ミシュコルツ）

  -  ベーケーシュ県（ベーケーシュチャバ）
  -  ヘヴェシュ県（エゲル）
  -  ハイドゥー・ビハール県（デブレツェン）
  -  ヤース・ナジクン・ソルノク県（ソルノク）
  -  サボルチ・サトマール・ベレグ県（ニーレジハーザ）
  -  ボルショド・アバウーイ・ゼンプレーン県（ミシュコルツ）

旧ハンガリー王国の領土（大ハンガリー）に含まれた地域については「ハンガリー王国の歴史的地域」を参照。

### 主要都市
|   | 都市                         | 県                                     | 人口（2011年） |
| - | ---------------------------- | -------------------------------------- | -------------- |
| 1 | ブダペスト                   | —                                      | 1,733,685      |
| 2 | デブレツェン                 | ハイドゥー・ビハール県                 | 211,340        |
| 3 | セゲド                       | チョングラード県                       | 168,048        |
| 4 | ミシュコルツ                 | ボルショド・アバウーイ・ゼムプレーン県 | 167,754        |
| 5 | ペーチ                       | バラニャ県                             | 156,049        |
| 6 | ジェール                     | ジェール・モション・ショプロン県       | 129,527        |
| 7 | ニーレジハーザ               | サボルチ・サトマール・ベレグ県         | 119,746        |
| 8 | ケチケメート                 | バーチ・キシュクン県                   | 111,411        |
| 9 | セーケシュフェヘールヴァール | フェイェール県                         | 100,570        |

## 経済

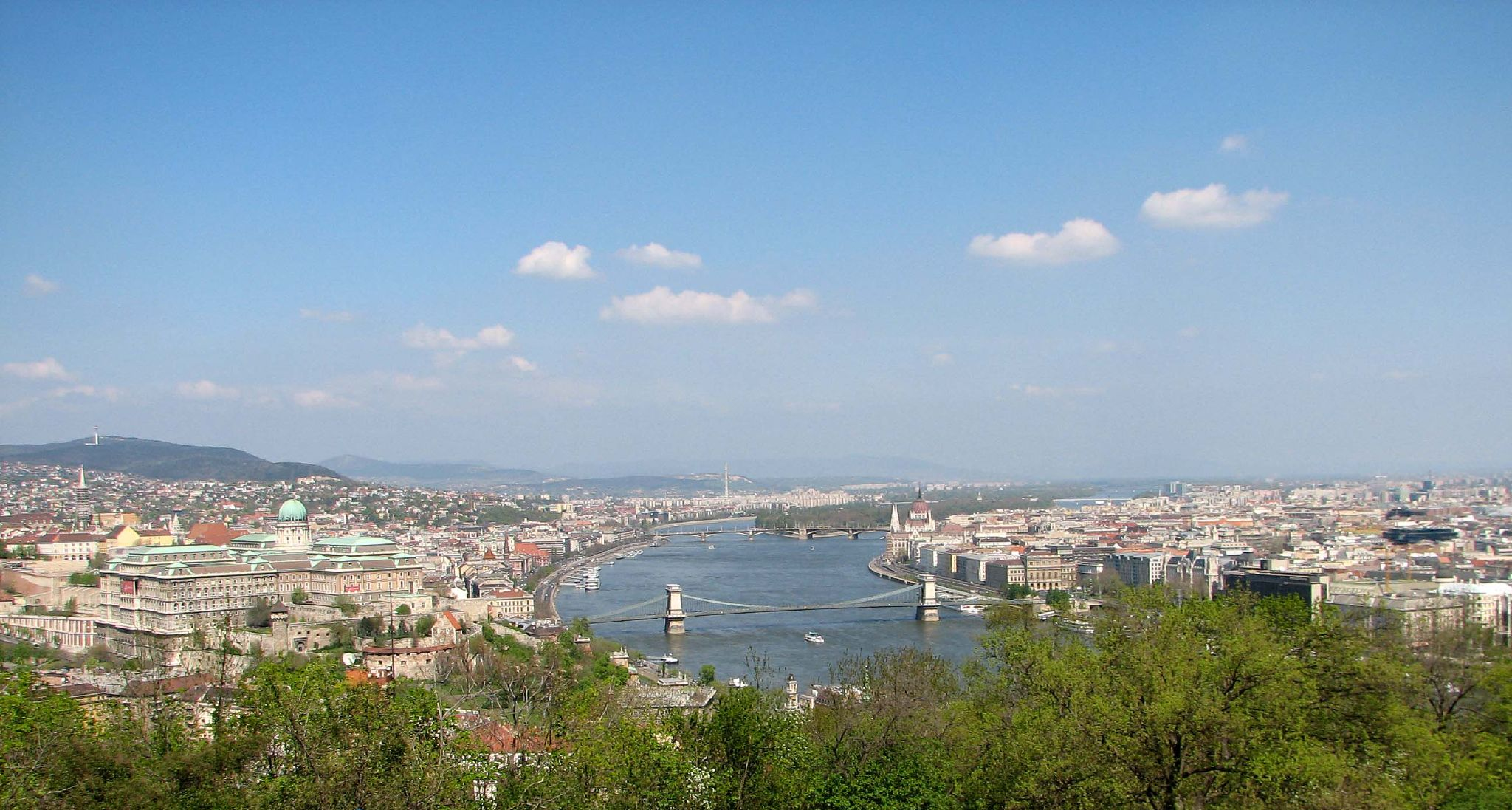
首都ブダペスト

国際通貨基金（IMF）による統計では、2018年時点でGDPは1,612億ドル、一人あたりのGDP（為替レート）は1万6,484ドルであり、EU平均の約45%、世界水準の約1.4倍である。
ハンガリーは1989年の体制転換以来、外国資本を受け入れて積極的に経済の開放を進めた。その結果、1997年以降年間4%以上の高成長を続けるとともに、2004年には経済の民間部門が国内総生産（GDP）の80%以上を占め、「旧東欧の優等生」と呼ばれるほどであった。また2004年の欧州連合加盟は、当時のハンガリー経済にとって追い風になった。
しかしその後、インフレーションと失業率が増加して貧富の差が広がり、社会問題として常態化した。また巨額の財政赤字も重要な課題であり、現政権が目標とするユーロ導入への見通しは立っていない。
伝統的な産業ではアルコールが強い。特にワインは有名で、ブルゲンラント、ショプロン、ヴィッラーニなど著名な産地があるが、中でもトカイのトカイワインは「ワインの王」と言われる。農業ではパプリカが名産品で、ハンガリー料理にもふんだんに使われる。ガチョウの飼育も盛んであり、ドナウ川西岸（ドゥナーントゥール地方）が主産地である。ハンガリー産のフォアグラもよく輸出されている。

### 工業

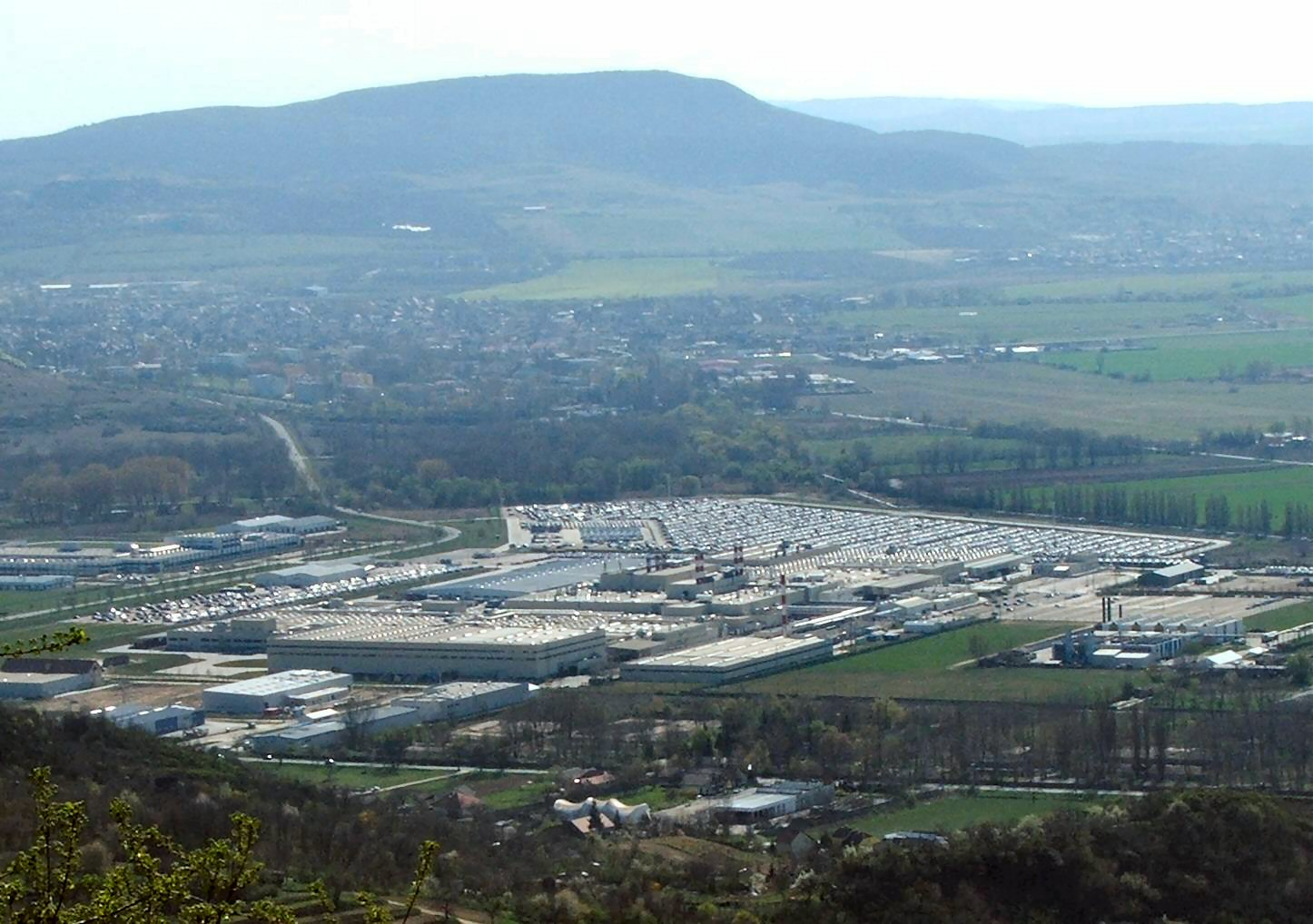
北部の都市エステルゴムにあるマジャールスズキの工場は6,000人の従業員を抱える

第二次世界大戦前のハンガリーは肥沃な土壌と計画的な灌漑設備により、農業国として成立していた。そのため、食品加工業を中心とした軽工業が盛んであった。第二次世界大戦後、社会主義下の計画経済によって重工業化が進められた。特に車両生産、一般機械が優先され、化学工業と薬品工業がそれに次いだ。しかし、有機鉱物資源とボーキサイトを除くと工業原材料には恵まれておらず、輸入原材料を加工し輸出するという形を取った。1970年代には工業を中心とする貿易が国民所得の40 %を占めるまで成長した。
共産主義体制から資本主義体制への転換後、1990年代初頭においては、化学工業の比重が次第に大きくなっていく傾向にあった。2003年時点では全産業に占める工業の割合がさらに高まっており、輸出額の86.8 %を工業製品が占めるに至った。さらに貿易依存度は輸出54.5 %、輸入59.2 %まで上がっている。品目別では機械工業が再び盛んになっており、輸出に占める比率は電気機械36.1 %、機械類16.2 %、自動車8.2 %である。世界シェアに占める比率が高い工業製品は、ワイン（1.7 %、49万トン）、硝酸（1.5 %、31万トン）である。

### 鉱業
ハンガリーの鉱業は、燃料に利用できる亜炭とボーキサイトが中核となっている。有機鉱物資源では、世界シェアの1.5%を占める亜炭（1391万トン、2002年）、原油（107万トン）、天然ガス（115千兆ジュール）を採掘する。有力な炭田は南東部ベーチ近郊、首都ブダペストの西方50キロに位置するタタバーニャ近郊の2か所に広がる。油田は中央南部セゲド近郊と、スロベニア、クロアチア国境に接する位置にある。
金属鉱物資源ではボーキサイト（100万トン）が有力。バラトン湖北岸からブダペストに向かって北東に延びる山地沿いで採掘されている。ただし、採掘量は減少傾向にある（1991年には203.7万トンが採掘されていた）。このほか、小規模ながらマンガンとウランの採掘も見られる。

### 通貨単位の変遷
- フォリント / フィッレール（現行）
- ペンゲー
- フロリン
- クライツァール

## 交通

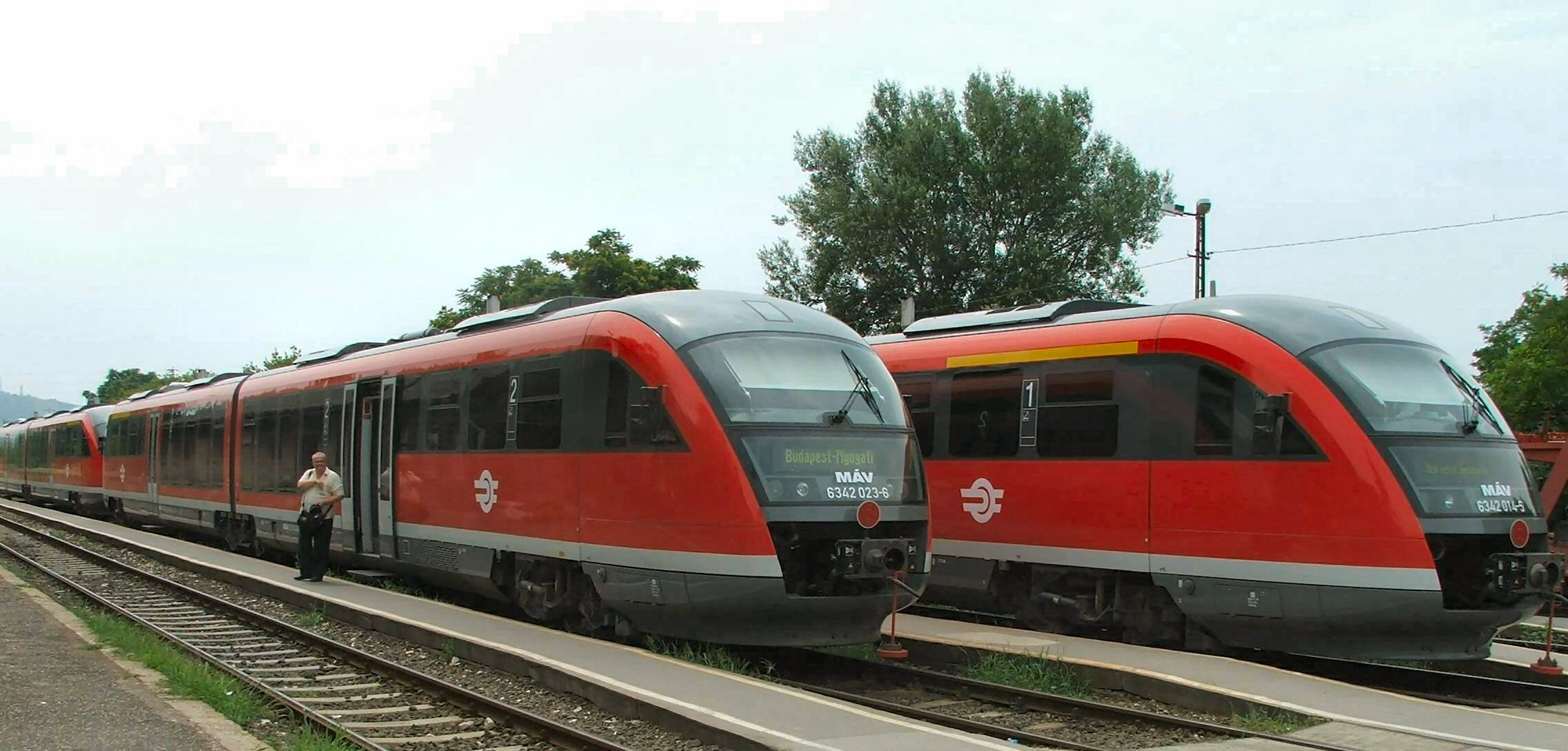
ハンガリー国鉄のデジロ。ハンガリー国鉄の路線網は世界有数の密度である

ハンガリーの交通網は道路、鉄道、航空、水上交通いずれも高度に発達している。ブダペストにはブダペスト東駅（ケレティ駅）、ブダペスト西駅（ニュガティ駅）、ブダペスト南駅（デーリ駅）の3つのターミナル駅がある。ブダペスト以外ではソルノクが鉄道の要衝として最も重要で、そのほかミシュコルツのミシュコルツ・ティサ駅やソンバトヘイ、ジェール、セゲド、セーケシュフェヘールヴァールなども鉄道網の結節点となっている。
2024年3月から、65歳以上の高齢者および14歳以下の子どもはハンガリー国鉄 (MÁV) の運賃が無料となった。
ブダペシュト、デブレツェン、ミシュコルツ、セゲドの各都市にはトラムがある。ブダペスト地下鉄は1号線の開業が1896年に遡る、世界で二番目に古い地下鉄で、4路線からなる。ブダペスト都市圏ではブダペスト郊外電車 (HÉV) が運行されている。国内の高速道路網は、総延長1,314キロメートルに達する。主要な港湾にはブダペストのほか、ドゥナウーイヴァーロシュやバヤが挙げられる。
国際空港はブダペストのリスト・フェレンツ国際空港、デブレツェン国際空港、ヘーヴィーズ＝バラトン空港、ジェール＝ペール空港、ペーチ＝ポガーニ空港の5つがあるが、定期便が就航しているのはブダペストとデブレツェンのみである。リスト・フェレンツ国際空港は、格安航空会社のウィズエアーが本拠地としている。

## 科学技術

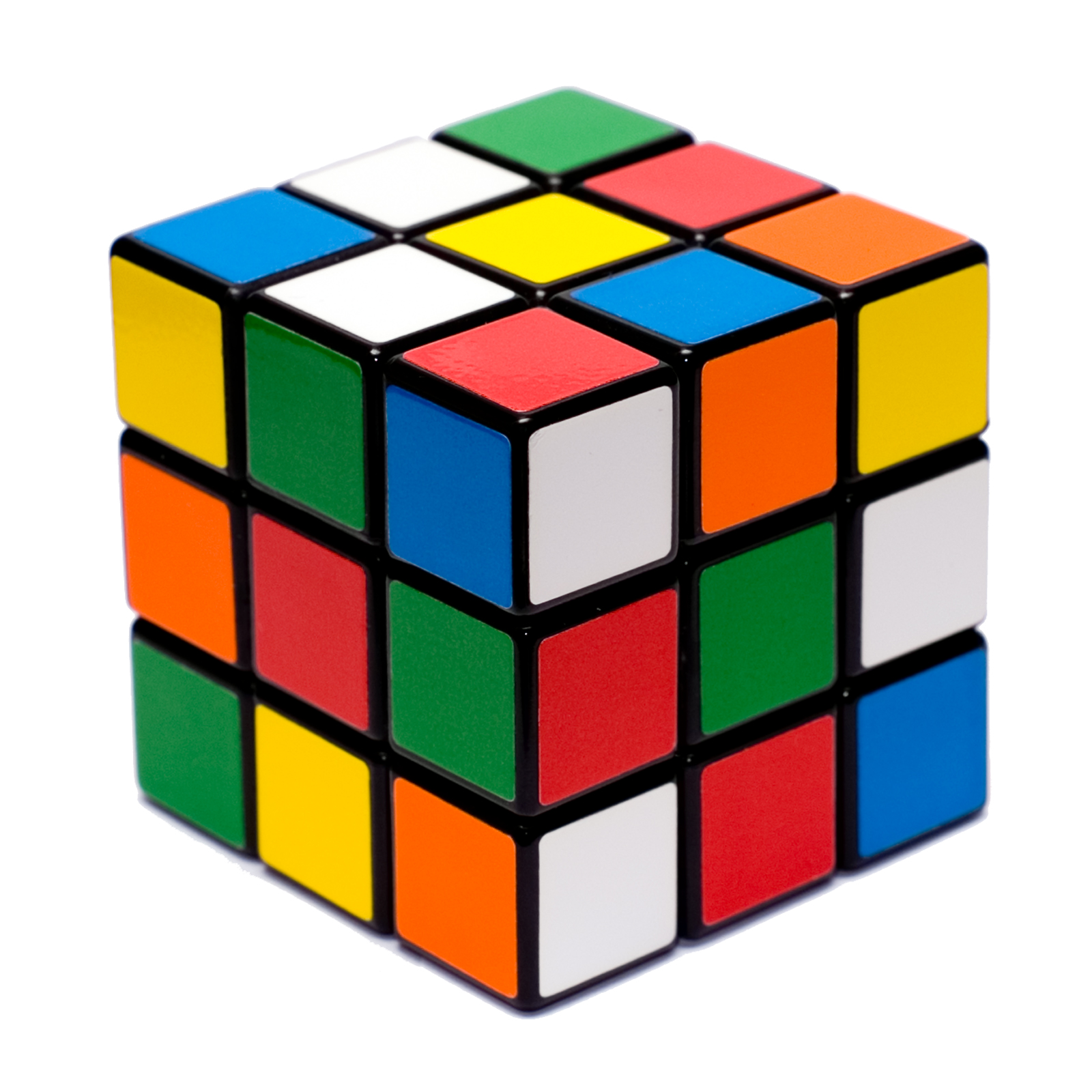
ルービックキューブ

ハンガリーは歴史的に多数の科学者を輩出している。同国出身の科学者は核兵器やコンピュータの開発に貢献したことで世界的に知られており、ナイマン・ヤーノシュ（ジョン・フォン・ノイマン）はコンピュータの開発に貢献した。ケメーニィ・ヤーノシュは米国人計算機科学者のトーマス・E・カーツとともにBASICを開発した。
傍ら、ハンガリー人には様々な分野で後世に影響を与える発明をしている人物が多い。ハンガリー人の発明にはルビク・エルネーによるルービックキューブやブローディ・イムレによるクリプトン電球などがある。

## 国民

### 民族
| 民族構成（ハンガリー） | 民族構成（ハンガリー） | 民族構成（ハンガリー） | 民族構成（ハンガリー） | 民族構成（ハンガリー） |
| ---------------------- | ---------------------- | ---------------------- | ---------------------- | ---------------------- |
|                        |                        |                        |                        |                        |
| マジャル人             | マジャル人             |                        | 86%                    | 86%                    |
| ロマ                   | ロマ                   |                        | 3.2%                   | 3.2%                   |
| ドイツ人               | ドイツ人               |                        | 1.9%                   | 1.9%                   |
| その他                 | その他                 |                        | 8.9%                   | 8.9%                   |

ハンガリーの国民の86%以上はマジャル人（ハンガリー人）である。マジャル人はフィン・ウゴル語族のハンガリー語（マジャル語）を母語とし、ウラル山脈の方面から移ってきた民族である。マジャル人の人名は、正式に表記した際に姓が名の前につく。
マジャル人は旧ハンガリー王国領に広まって居住していたため、セルビアのヴォイヴォディナ、クロアチア北部、スロバキア南部、ルーマニアのトランシルヴァニアなどにもかなりのマジャル人人口が存在している。また、マジャル人の中にはモルダヴィアのチャーンゴー、トランシルヴァニアのセーケイ人や、ハンガリー共和国領内のヤース、マチョー、クマン人、パローツなどの文化を持つサブグループが知られるが、ヤース人がアラン人の末裔、クン人がクマン人の末裔であることが知られるように、これらはさまざまな出自を持ち、ハンガリー王国に移住してハンガリーに部分的に同化されていった人々である。
その他の民族では、有意の人口を有するロマ（ジプシー）とドイツ人が居住する。ハンガリー科学アカデミーの推計では、人口約1,000万人のうち約60万人がロマとされる。また、ドイツ人は東方植民地運動の一環としてハンガリー王国に移り住んできた人々の子孫で、トランシルヴァニアのサース人（ザクセン人）やスロバキアのツィプス・ドイツ人のように、ハンガリー王国の中で独自の民族共同体を築いた人々もいる。
その他の民族では、ルテニア人（ウクライナ人）、チェコ人、クロアチア人、ルーマニア人などもいるが、いずれもごく少数である。第二次世界大戦以前には、ユダヤ人人口もかなりの数にのぼったが、第二次世界大戦中の迫害などによってアメリカ合衆国やイスラエルに移住していった人が多い。
近年のDNA分析によるとハンガリー人はコーカソイド（白人）に分類されるが、わずかにモンゴロイド（黄色人種）特有のアセトアルデヒド脱水素酵素D型が検出されることから、モンゴロイドとの混血により遺伝子の流入があったと考えられる。
ファシズムの研究で知られるオックスフォード・ブルックス大学のロジャー・グリフィンは、「ハンガリーはアジア系のマジャル人が建国し、独特の言語を持っている。オスマン帝国、オーストリア帝国、旧ソ連の圧力を受けてきた。ハンガリーはEUの中の孤島だ」と述べている。
2010年、フィデス＝ハンガリー市民同盟により、国外のハンガリー系住民へハンガリー国籍付与の道を開いたが、隣国のスロバキアはこれに反発し、二重国籍禁止法案を可決している。ルーマニアには、約160万人のハンガリー系少数民族がおり、その多くは、ハンガリーとの領有権問題を抱えるトランシルヴァニア、特にティミショアラに居住している。

### 言語

ハンガリー語話者の分布

言語的にはハンガリー語が優勢で、少数民族のほとんどもハンガリー語を話し、ハンガリー語人口は98%に上る。国内の少数民族としては、13万人を擁するドイツ人が最大で、このうちおよそ10万人（国内の人口の約1％に相当）が家庭内でドイツ語を使用する。ハンガリーは旧オーストリア＝ハンガリー帝国の中核的地域でドイツ人との結びつきが強いうえに、第二次世界大戦時もハンガリーが枢軸国に加担した結果、ハンガリー人によるドイツ人追放がほとんど起こらなかった（ソ連による追放はある程度行われた）ため、ドイツ人の居住人口が今なお多い。

### 宗教
宗教はカトリック（39%）が多数を占め、カルヴァン派もかなりの数にのぼる（12%）。その他、ルター派（5%）やユダヤ教（0.2%）も少数ながら存在する。

### 婚姻
婚姻時の姓は、自己の姓（夫婦別姓）、相手の姓、複合姓（順序はいずれでもよい。ハイフンでつなぐ）、自らのフルネームを相手のフルネームにnéを付加したものに変更する（この場合は出生時の姓名はともに失われる）、相手のフルネームにnéを付加したものに自己のフルネームを加えたものを自己のフルネームとする（この場合は、フルネームは4つの名からなる）、自己の姓の前に相手の姓にnéを付加したものを追加する（自己の姓は中間姓となる）、などより選択することが可能である。
伝統的には、妻が相手のフルネームにnéを付加したフルネームに改名し、出生時の名前は失われていた。その後、1895年、1953年、1974年、2004年などの改正を経て、現在では男女の公平性が高められ、選択肢の多い制度となった。なおハンガリーでは、日本と同様に姓が最初にくる。

### 教育
ハンガリーの教育制度の特徴は、制度的構造と教育プログラムの構造が一致していない点にある。システム自体の制度的構造と早期選択を可能にするプログラムの存在は、中欧および元社会主義国との類似性を示している。
同国は優れた数学教育が続いていることから、国際的なレベルの教育において知名度の高い国となっている。ただし優れた数学教育で有名である反面、現今においてフィールズ賞受賞者はいまだ出ていない。有名な数学者にはエルデーシュ・パールやフランクル・ペーテルらがいる。

## 治安
ハンガリーの治安情勢は全般的に良好で、犯罪認知件数も減少傾向にある。2019年における国内の犯罪認知件数は16万5,648件で、5年前の2014年と比較すると約1/3ほど減少している。
全体としては財産犯が多くを占め、その中でも窃盗犯（侵入盗、スリ、置き引きなど）が多く、日本人観光客から寄せられる犯罪被害連絡のほとんどは窃盗被害となっている点が特徴ともなっている。

## 文化

### 食文化

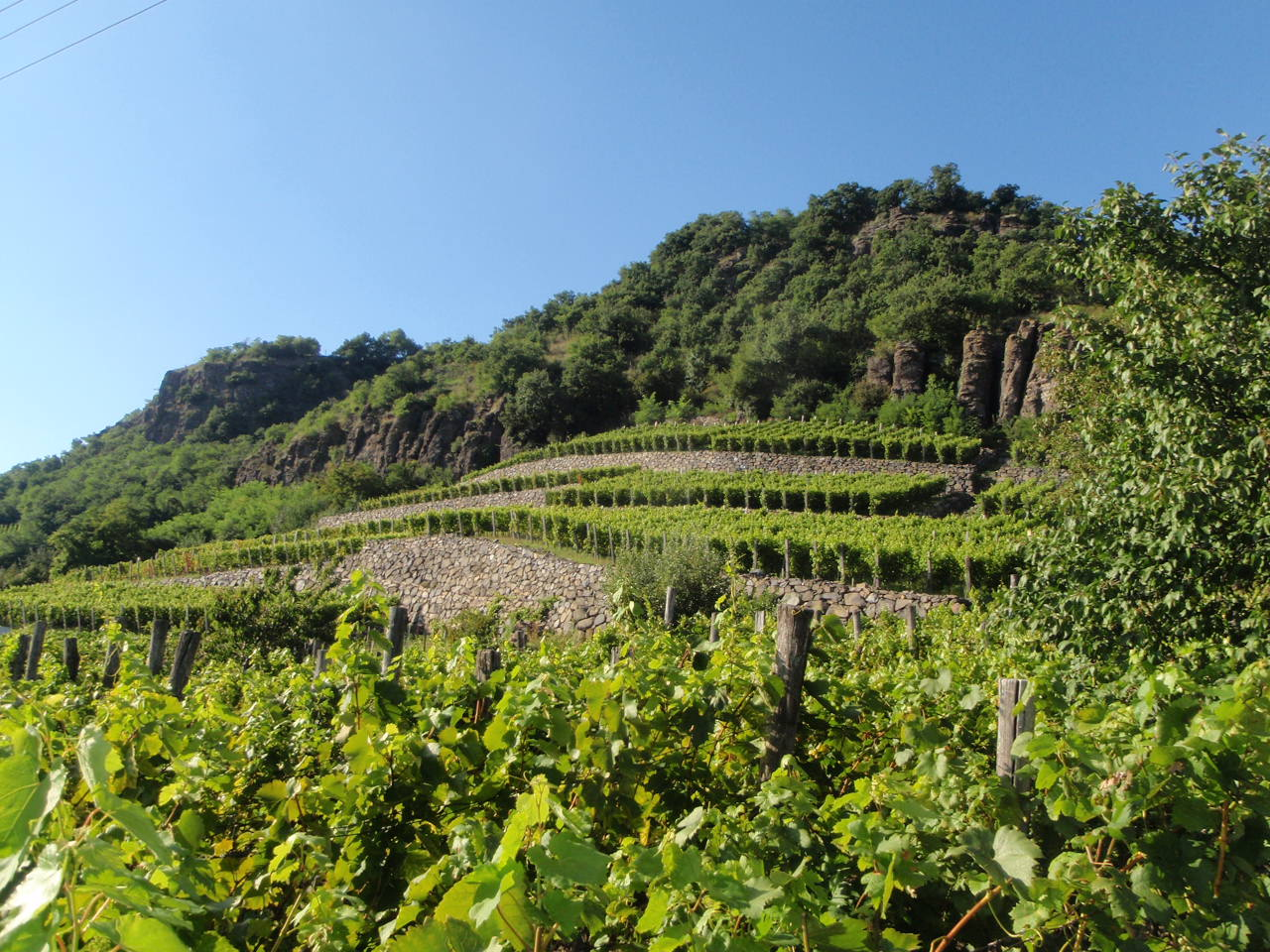
ショムローはハンガリー・ワインの認定生産地22か所のひとつ

トルテやクレープに似たパラチンタなど、料理はオーストリアの食文化と共通するものが多いが、ハンガリーの食文化の特色は乾燥させて粉にしたパプリカの多用と種類の豊富なダンプリングにある。パプリカを用いた煮込み料理グヤーシュは世界的に有名である。ドナウ川西岸のドゥナーントゥール地方では、古くからフォアグラの生産が盛んである。
ワインの生産も盛んで、トカイワインなどが有名である。また、伝統的な蒸留酒にパーリンカがある。フランスのオー・ド・ヴィやイタリアのグラッパなどと似た、果実から造られる蒸留酒である。
ハンガリー固有種の豚マンガリッツァは国宝の指定を受けて保護されているが、保護のために利用を禁じるのではなく、むしろ高品質の食肉として利用することを通じて飼育頭数を増やす方針を採っている。飼育にあたっては伝統的な放牧または半放牧が行われているが、一頭一頭にマイクロチップや標識を取りつけて管理することでトレーサビリティを確保するなど、現代的な手法も取り入れられている。日本にはピック社が伝統的な製法で作られたサラミなどを輸出している。

### 文学
- ジプシー男爵：原作がヨーカイ・モールのオペレッタ作品（作曲はヨハン・シュトラウス2世）。

### 哲学
ハンガリー出身の哲学者として、『歴史と階級意識』でソビエト連邦のマルクス＝レーニン主義に対する西欧マルクス主義の基礎を築いたルカーチ・ジェルジの名が特筆される。このほか、社会学者のカール・マンハイムや、経済人類学者のカール・ポランニー（オーストリア＝ハンガリー帝国時代）がいる。

### 音楽

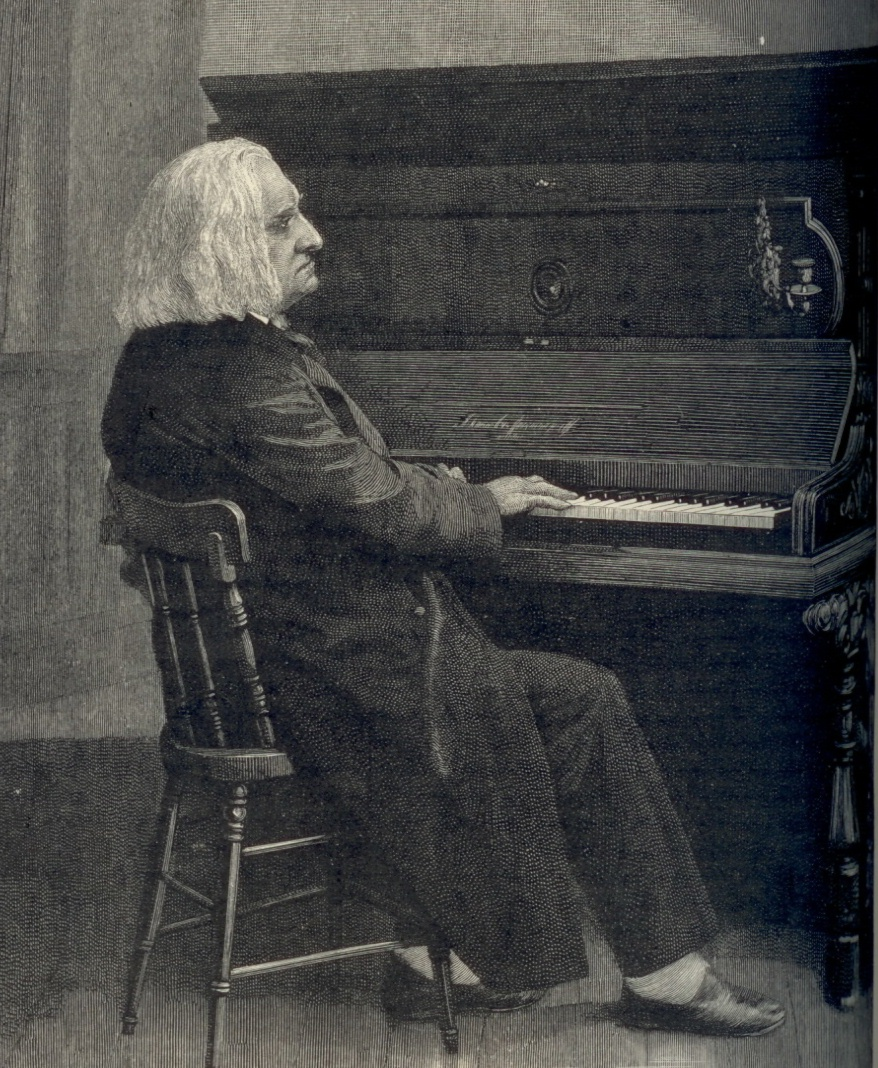
フランツ・リスト

ハンガリーは多様な民族性に支えられた豊かな文化を持ち、特にハンガリー人の地域ごとの各民族集団（ロマなど）を担い手とする民族音楽は有名である。
また、リスト・フェレンツ（フランツ・リスト）、フランツ・レハール、コダーイ・ゾルターン、バルトーク・ベーラなど多数の著名なクラシック音楽の作曲家も輩出した。多様な民族音楽にインスピレーションを受けて作曲した音楽家も多い。
指揮者の分野では、ハンス・リヒター (指揮者)、アルトゥル・ニキシュ、ジョージ・セル、ユージン・オーマンディ、フリッツ・ライナー、フェレンツ・フリッチャイ、イシュトヴァン・ケルテス、ゲオルク・ショルティといったビッグネームが並ぶ。
ピアニストでは、リリー・クラウス、ゲーザ・アンダ、ジョルジュ・シフラといった歴史的大家、アンドラーシュ・シフ、ゾルターン・コチシュ、ラーンキ・デジェー、アダム・ジョージといった現役（2019年時点）が挙げられる。これらの中にはドイツ人植民者家系も含まれることもあり、ドイツ人名を名乗ってドイツ楽派やウィーン音楽で指導的な役割を果たした者も少なくない。

### 服飾
ハンガリー全土で伝統的に刺繡が盛んであり、カロチャ刺繡やマチョー刺繡など、地域ごとに特色ある刺繡が分布している。

### 温泉
ハンガリーでは温泉が湧き出し、温泉文化が古くから伝わっている。ブダペストにおける温泉文化は2000年近くある。ブダペストのオーブダ地区にある古代ローマ時代のアクインクム遺跡に、ハンガリー最初の温泉浴場が建設された。当時の浴場跡を今日でも見ることができる。オスマン帝国に支配されていたときに、ドナウ川河畔に発達した。
1937年国際沿療学会議ブダペスト大会でブダペストは国際治療温泉地に認定され、世界的に温泉に恵まれた首都と呼ばれるに至った。オスマン帝国時代の建物をそのまま残すルダシュやキラーイ温泉などの浴場は、今日でも親しまれている。1913年に作られたセーチェーニ温泉は湯量毎分3,700リットルという豊かな湯量と豪奢な建物で知られている。

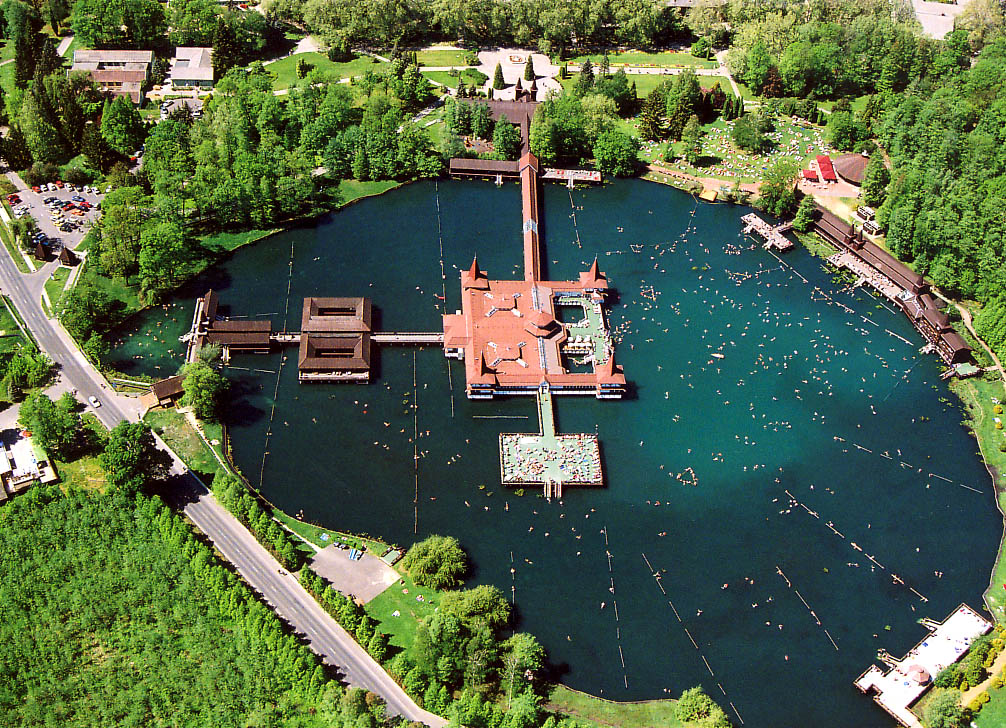
ハンガリー共和国のヘーヴィーズ湖は、ヨーロッパでもっとも温度の高い熱水泉である

温水湖であるヘーヴィーズ湖は、自然温水湖である。ハンガリーにおいてもっとも古くから知られており、古代ローマ時代の記録にさかのぼり、2000年の歴史がある。4.4ヘクタール、水深38メートル、泉質は硫黄、ラジウム、カルシウム、マグネシウムなどのミネラルを含む。泉からは大量に湧き出し、48時間で水が入れ替わる。水温は冬は23 - 25°C、夏は33 - 36°Cである。

### 建築
ハンガリーは建築における歴史が長いことでも知られている。その起源はローマ帝国の属州時代に遡るほど古いが、現在に至るまで様々な建築形式の影響を受けつつも独自の技法を開発している。

### 世界遺産
ハンガリー国内には、ユネスコの世界遺産リストに登録された文化遺産が6件存在する。さらにオーストリアにまたがって1件の文化遺産が、スロバキアにまたがって1件の自然遺産が登録されている。

### 祝祭日
| 日付           | 日本語表記                             | ハンガリー語表記                                                          | 備考                                                 |
| -------------- | -------------------------------------- | ------------------------------------------------------------------------- | ---------------------------------------------------- |
| 1月1日         | 元日                                   | Újév                                                                      |                                                      |
| 3月15日        | 1848年の革命と自由戦争記念日           | Nemzeti ünnep                                                             | 1848年の3月革命を記念                                |
| 移動祝日       | イースターおよびイースター・マンデー   | Húsvétvasárnap, Húsvéthétfő                                               |                                                      |
| 5月1日         | メーデー                               | Munka ünnepe                                                              |                                                      |
| 移動祝日       | ペンテコステ                           | Pünkösd                                                                   | 復活祭から50日後                                     |
| 8月20日        | 建国記念日（聖イシュトヴァーンの祝日） | Szent István ünnepe                                                       |                                                      |
| 10月23日       | 1956年革命、および共和国宣言の記念日   | Az 1956-os forradalom ünnepe, A 3. magyar köztársaság kikiáltásának napja | 現在のハンガリーでは1956年の動乱は革命と呼ばれている |
| 11月1日        | 諸聖人の日                             | Mindenszentek                                                             |                                                      |
| 12月25日、26日 | クリスマス                             | Karácsony                                                                 |                                                      |

### スポーツ
サッカー

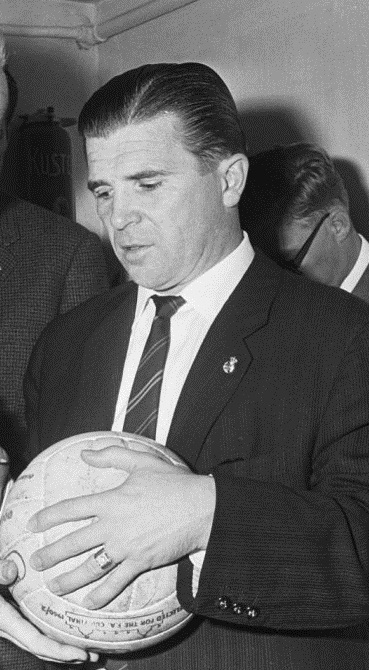
マジック・マジャール時代の主将フェレンツ・プスカシュ。

ハンガリーではサッカーが圧倒的に1番人気のスポーツであり、1901年にプロサッカーリーグの「ネムゼティ・バイノクシャーグI」が創設された。中でも名門クラブのフェレンツヴァーロシュTCはリーグ最多32度の優勝を誇り、UEFAカップの前身大会であるインターシティーズ・フェアーズカップでは1964-65シーズンに優勝している。
サッカーハンガリー代表は古豪として認識されており、当時マジック・マジャールと呼ばれ世界屈指の強豪国としてその名を轟かせていた。FIFAワールドカップにはこれまで9度出場しており、1938年大会と1954年大会では準優勝に輝いている。さらにUEFA欧州選手権には4度出場しており、初出場となった1964年大会では3位入賞を果たした。
近年では、リヴァプールFCに所属しているソボスライ・ドミニクやケルケズ・ミロシュ、RBライプツィヒに所属しているグラーチ・ペーテルが世界的に有名な選手である。
オリンピック

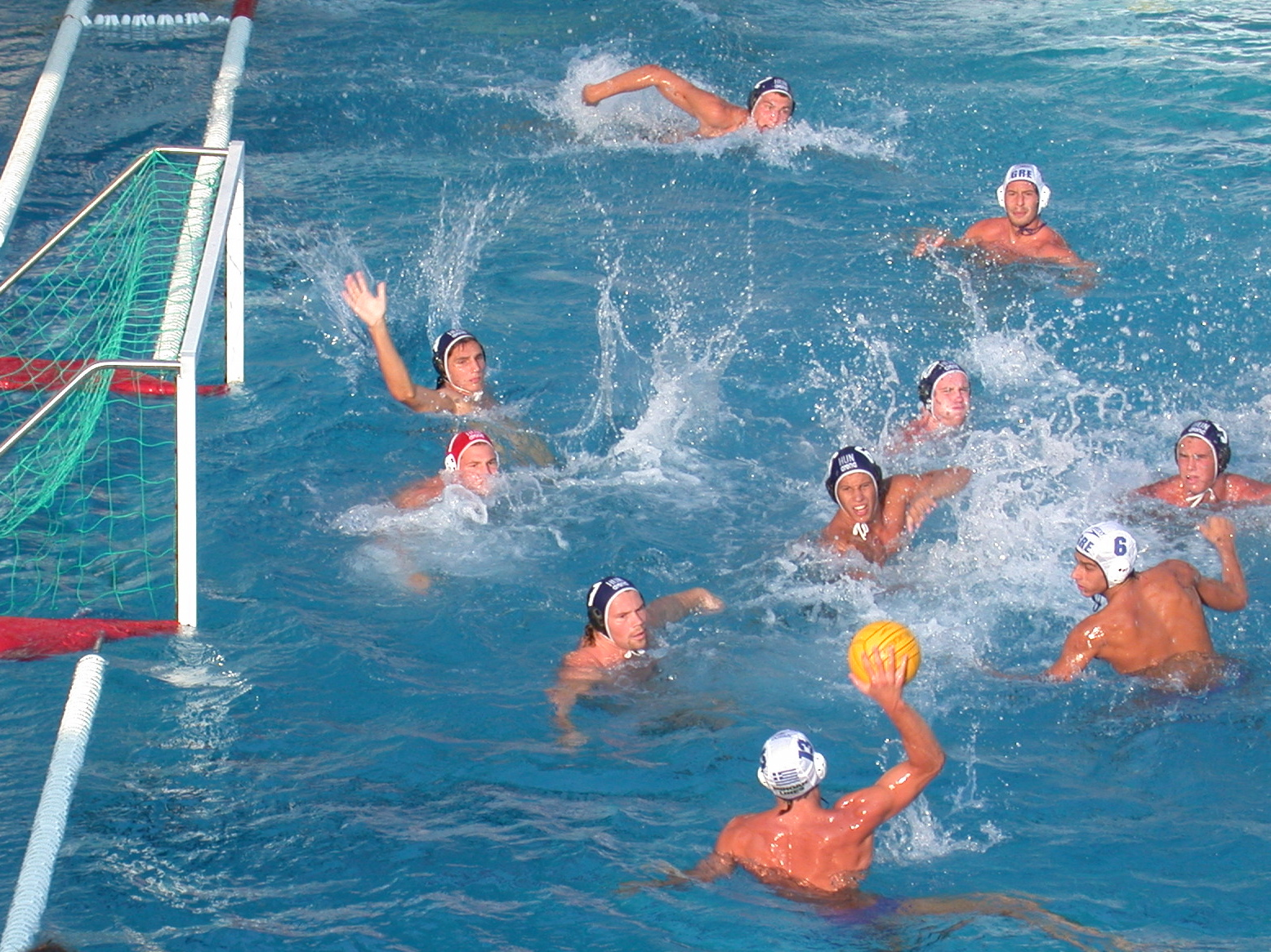
メルボルンの流血戦でも有名な水球ハンガリー代表。

近代オリンピックには、夏季・冬季ともにオーストリア・ハンガリー二重帝国のころからハンガリー王国として第1回大会から参加している（1920年のアントワープ五輪と、1984年のロサンゼルス五輪は不参加）。
2012年ロンドン大会までのハンガリーの獲得メダル数は482個であり、211の歴代参加国・地域のうち獲得総メダル数は8位である。特に水球、陸上競技、フェンシング、競泳、近代五種競技においてもその活躍が見られ、中でも水球は獲得金メダル数が世界最多となっている。特にハンガリー史上初の金メダルをもたらした競泳での獲得メダル数は42個で、これは歴代8位である。
その他の競技
モータースポーツでは、1986年から「F1・ハンガリーグランプリ」がブダペスト郊外のハンガロリンクで開催されており、ルイス・ハミルトンが通算6度の最多勝利を挙げている。ハンガリー国内には雪山が殆ど無いためウインタースポーツは盛んではないが、2018年の平昌五輪ではショートトラックスピードスケートの男子5000メートルリレーで冬季オリンピック初の金メダルを獲得している。